# Langage humain
Vous lisez un « bon article » labellisé en 2018.
Pour un article plus général, voir Langage.

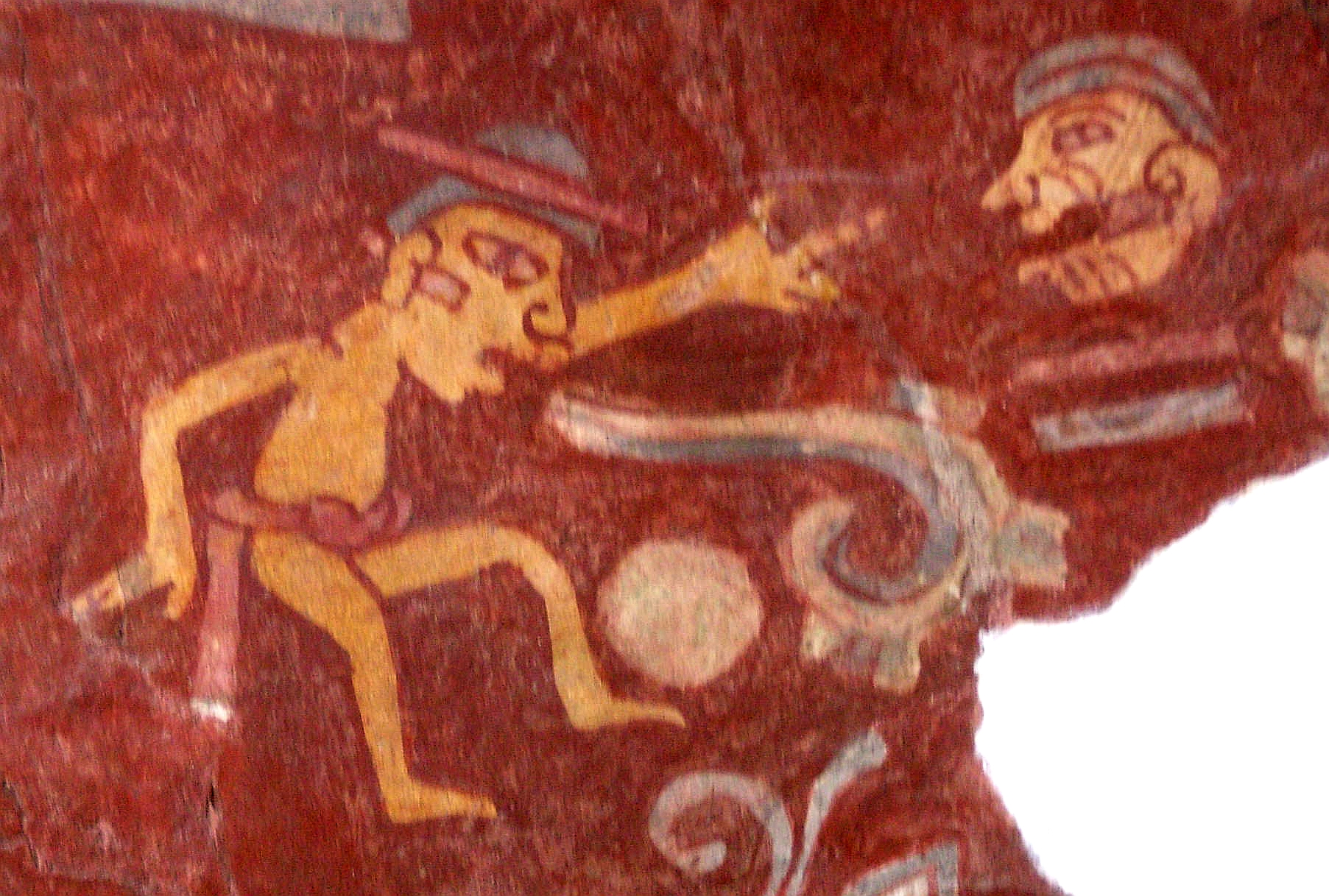
Peinture murale mexicaine (IIe siècle) montrant un phylactère ou « bulle » sortant de la bouche d'une personne pour symboliser ses paroles.

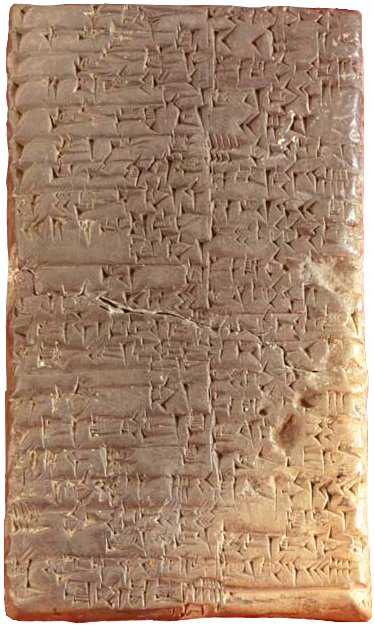
Inscription en cunéiforme.

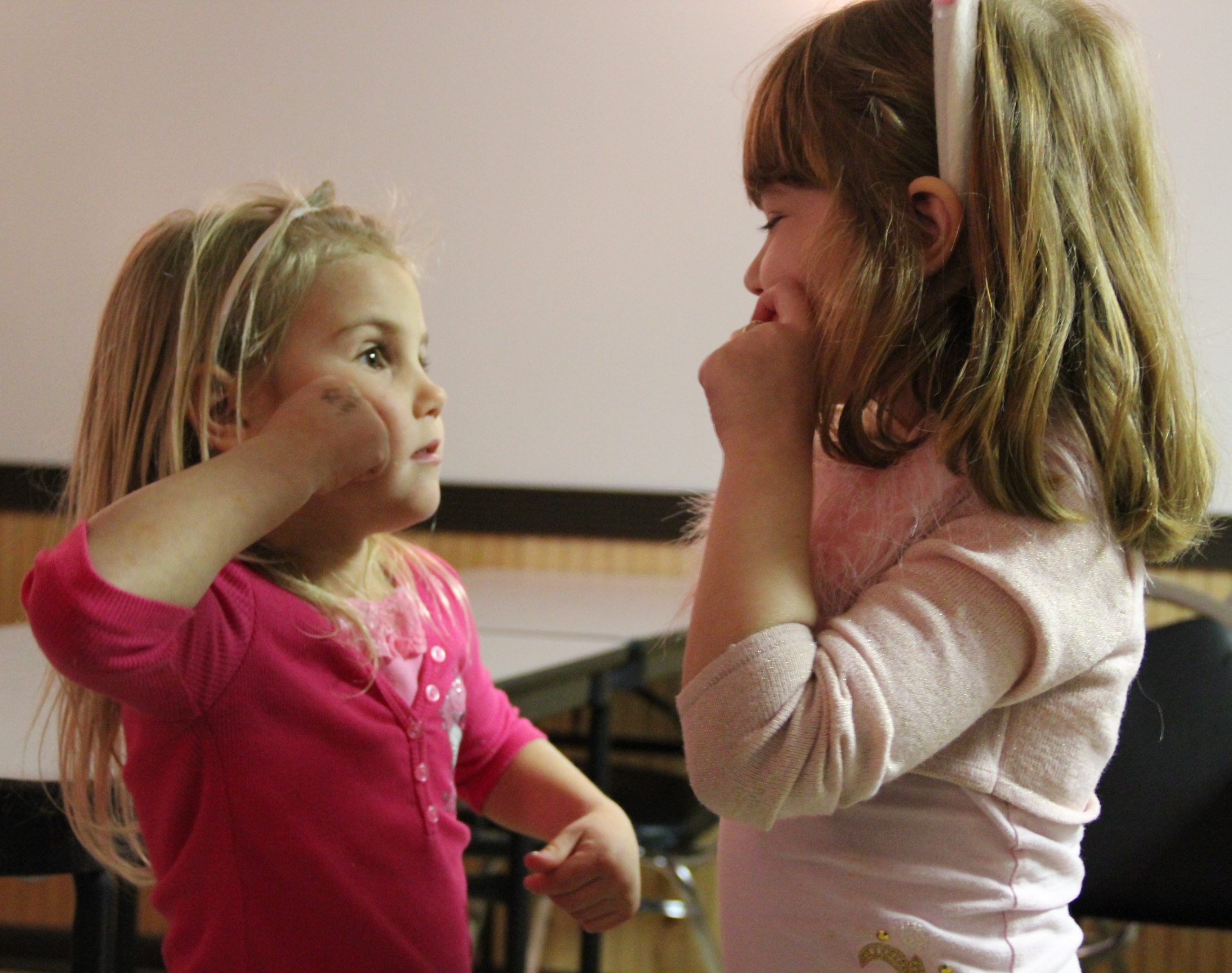
Deux filles apprennent la langue des signes.

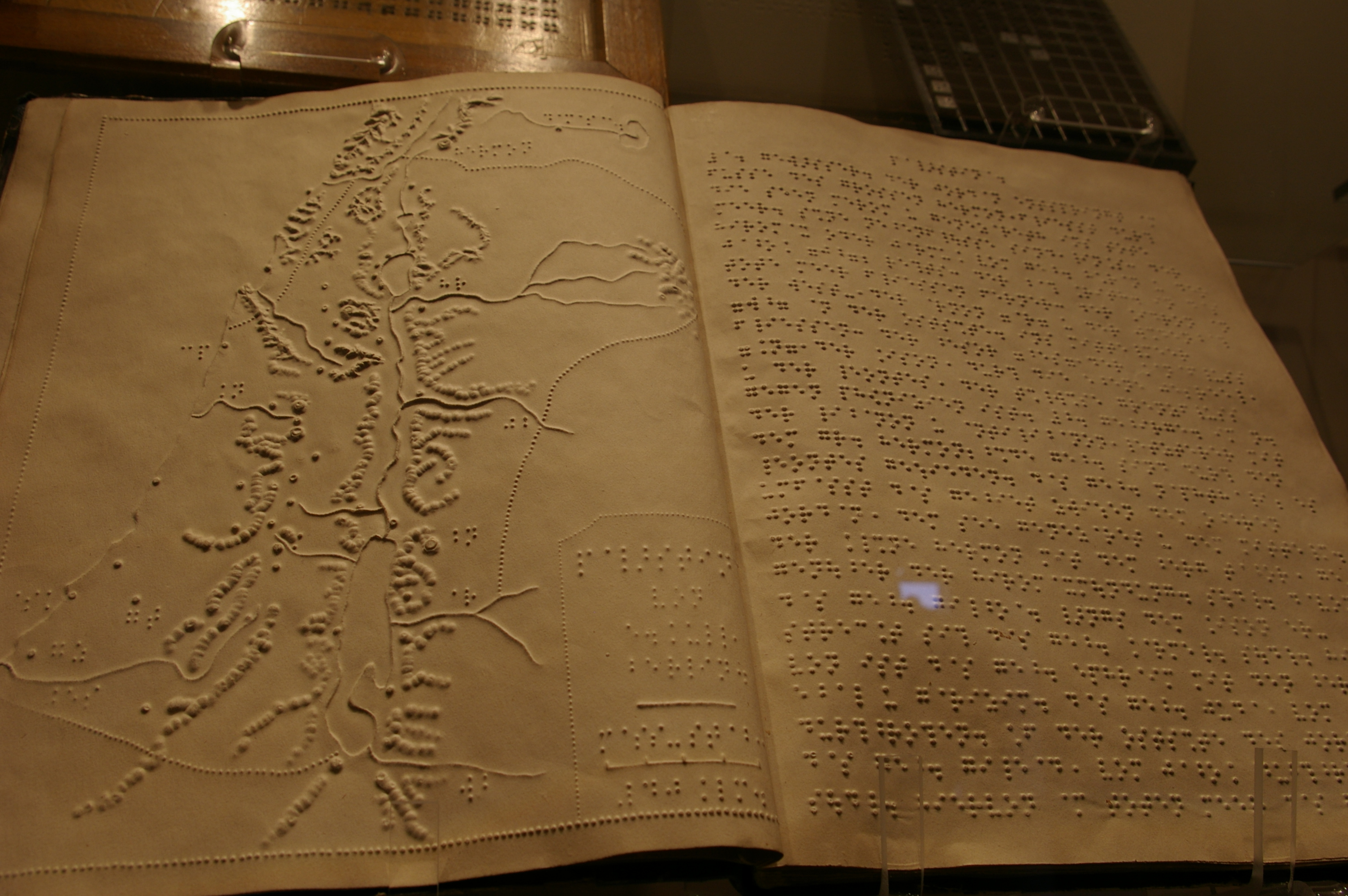
Livre en braille.

Le langage humain est un système qui regroupe le développement, l'acquisition, l'entretien et l'utilisation de systèmes complexes de communication, et désigne aussi la capacité humaine permettant ces processus. Une langue est un exemple spécifique d'un tel système de communication (par exemple, la langue française).
Le langage humain a des propriétés de productivité et de déplacement, et dépend entièrement des conventions sociales et de l'apprentissage. Sa structure complexe offre un éventail beaucoup plus large d'expressions que tout autre système connu dans la communication animale.
L'étude scientifique du langage en tant que système de communication relève du domaine de la linguistique. Parmi les figures majeures de la linguistique se trouvent Ferdinand de Saussure et Noam Chomsky. D'autres disciplines s'intéressent au langage et à ses relations avec la pensée, comme la sociologie, la philosophie, la psychologie et les neurosciences, la philologie. Les bases physiologiques du langage dans le cerveau humain sont explorées par la neurolinguistique. L'articulation de la parole est étudiée par la phonétique.
La linguistique permet une description précise du langage et des langues. Toutes les langues s'appuient sur le processus de semiosis reliant des signes particuliers à des significations. Ainsi, les langues orales, gestuelles et tactiles contiennent un système phonologique qui régit la façon dont les symboles sont utilisés pour former des séquences (porteuses de sens) comme des mots, des morphèmes, et un système syntaxique qui régit la façon dont les mots et les morphèmes sont combinés pour former des phrases et expressions.
L'acquisition du langage commence chez l'humain dans la petite enfance à travers l'interaction sociale. L'utilisation de la langue est profondément enracinée dans la culture humaine où, outre sa fonction communicative, elle occupe diverses fonctions, comme l'identification au groupe, la stratification sociale, l'attachement à un contexte social et le divertissement.

## Définition

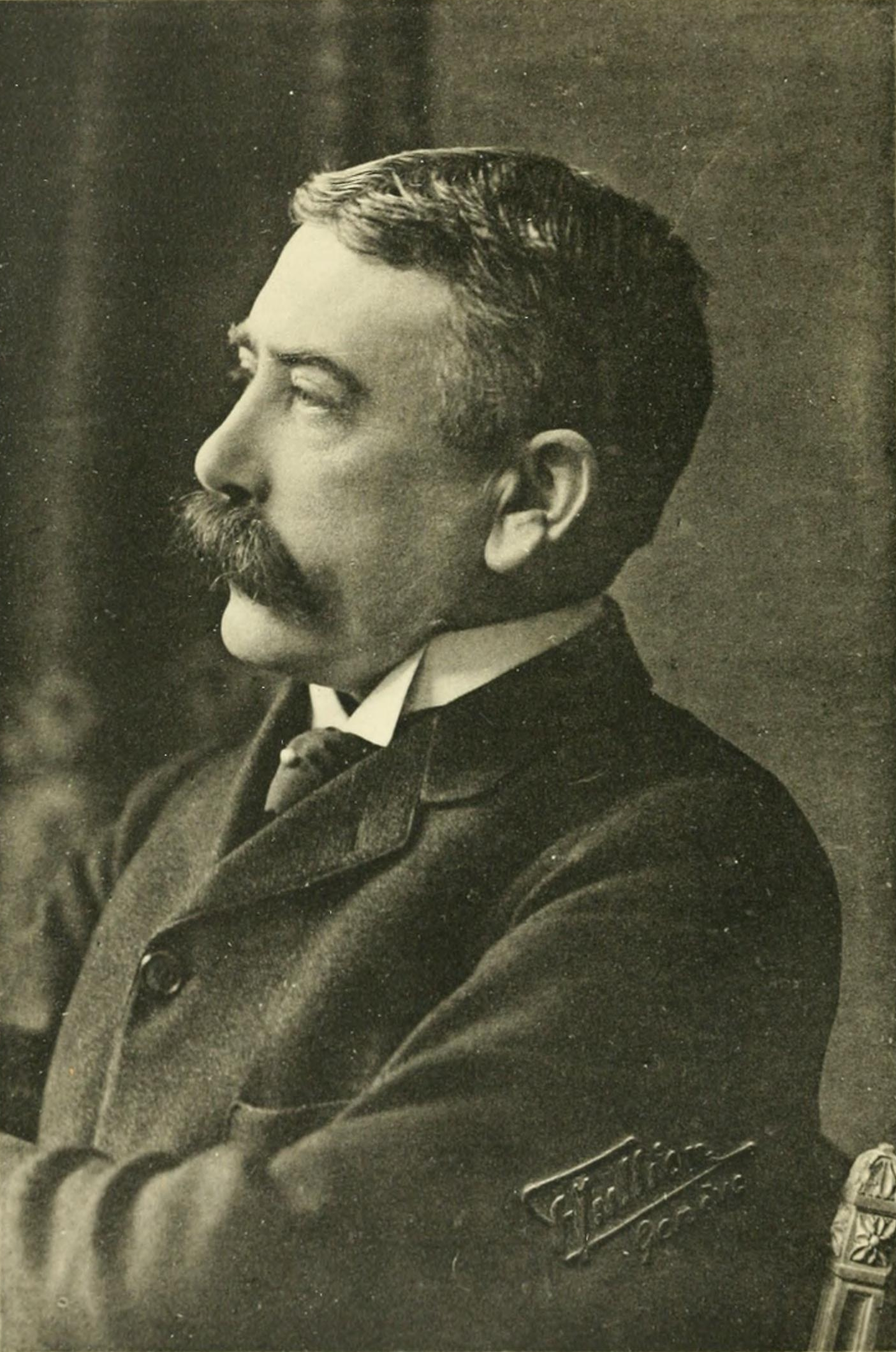
Ferdinand de Saussure a développé l'approche structuraliste de l'étude du langage.

Le mot « langage » provient du proto-indo-européen *dn̥ǵʰwéh₂s, ou *dn̥g̑huhā, *dn̥ǵ(h)wā- et *dhn̥ǵ(h)wā-, signifiant « la langue (organe), la parole, et le langage »,,. Il a donné le terme latin lingua (issu du vieux latin dingua), « la langue », puis a donné en ancien français le terme « language »,. Le mot est parfois utilisé aussi pour désigner les codes, les chiffres en cryptologie, et d'autres types de systèmes de communication construits artificiellement comme les langages pour ordinateur utilisés en programmation informatique. Contrairement aux langues humaines, un langage formel est un système de signes pour l'encodage et le décodage de l'information. L'article présent porte spécifiquement sur les propriétés du langage humain naturel tel qu'étudié par les disciplines de la linguistique, psycholinguistique et neurolinguistique[réf. nécessaire].
En tant qu'objet d'étude linguistique, le terme de « langage » a deux significations : un concept abstrait et un système linguistique, par exemple le français. Le linguiste suisse Ferdinand de Saussure, qui a défini la discipline moderne de la linguistique, a formulé explicitement la distinction entre trois termes : le langage (pour référer au concept), la langue (une instance spécifique du système langagier) et la parole (l'aspect concret de l'utilisation de la voix dans une langue particulière).
Lorsque le langage est envisagé en tant que concept général, les définitions utilisées mettent l'accent sur différents aspects du phénomène. Ces définitions reflètent différentes approches et compréhensions du langage, et elles informent sur des théories linguistiques différentes et parfois incompatibles. Les débats sur la nature et l'origine du langage remontent à l'Antiquité. Des philosophes grecs, tels que Gorgias et Platon, ont débattu de la relation entre mots, concepts et réalité. Gorgias estime que la langue ne peut représenter ni l'expérience objective, ni l'expérience humaine ; ainsi, communication et vérité sont impossibles. Platon, quant à lui, soutient que la communication est possible, parce que le langage représente des idées et des concepts qui existent indépendamment du langage, lui préexistent,,.
Pendant le siècle des Lumières et ses débats sur l'origine humaine, les théorisations sur l'origine du langage deviennent courantes. Des penseurs comme Rousseau et Herder proposent l'idée que le langage prenne ses origines dans l'expression instinctive des émotions, et qu'il ait été, à l'origine, plus proche de la musique et de la poésie que de l'expression logique de la pensée rationnelle, tandis que les philosophes rationalistes comme Kant et Descartes sont d'avis contraire. Au tournant du XXe siècle, les penseurs commencent à s'interroger sur le rôle du langage dans la construction de notre expérience du monde. Ils se demandent si le langage reflète simplement la structure objective du monde, ou s'il crée des concepts qui influencent notre expérience du monde objectif. Ces réflexions ont conduit à la question de savoir si les problèmes philosophiques ne sont pas spécifiquement des problèmes linguistiques. Cette résurgence de l'idée que le langage joue un rôle important dans la création et la circulation des concepts, et que l'étude de la philosophie est essentiellement une étude du langage, est associée à ce qui a été appelé le tournant linguistique et aux philosophes qui l'incarnent, notamment Wittgenstein. Ces débats sur le langage en relation avec la signification et la référence, la cognition et la conscience, se poursuivent.

### Faculté mentale, organe ou instinct
Une des définitions du langage le qualifie de faculté mentale qui permet à l'humain d'apprendre des langues, et de produire et comprendre des énoncés. Cette définition met l'accent sur la présence du langage chez tous les êtres humains, et souligne les bases biologiques de cette habileté chez l'humain, issue d'un développement unique du cerveau humain. Les philosophes et chercheurs qui envisagent un accès inné au langage des humains s'appuient sur le fait que tout enfant au développement cognitif normal, élevé dans un environnement où le langage est accessible, fait l'acquisition de la langue sans enseignement formel. Les langues peuvent même se développer spontanément dans des environnements où les gens vivent ou grandissent ensemble, sans un langage commun ; c'est le cas des langues créoles et des langues des signes qui se sont développées spontanément comme la langue des signes nicaraguayenne. Ce point de vue, qui remonte à la philosophie de Kant et Descartes, considère le langage comme largement inné. Chomsky, qui a développé la théorie d'une grammaire universelle, partage cette conception, de même que le philosophe Jerry Fodor qui a développé une théorie innéiste extrême. Ces types de définitions sont souvent utilisées dans le domaine des sciences cognitives et de la neurolinguistique,.

### Système symbolique formel

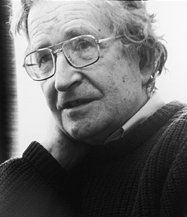
Noam Chomsky est l'un des plus importants théoriciens de la linguistique au XXe siècle.

Une autre définition du langage le considère sous l'angle d'un système formel de signes régis par une combinaison de règles de grammaire qui véhiculent de la signification. Cette définition met l'accent sur le fait que les langues humaines peuvent être décrites comme des systèmes structuraux fermés consistant en règles liant des signes particuliers à des significations. Cette approche structuraliste a été d'abord introduite par Ferdinand de Saussure et son structuralisme demeure le fondement de nombreuses approches contemporaines des langues.
Certains partisans des idées de Saussure sur le langage ont défendu une approche formelle qui étudie la structure du langage en commençant par l'identification de ses éléments de base. Ensuite, cette étude tente une description des règles selon lesquelles les éléments se combinent pour former des mots et des phrases. Le principal promoteur de cette théorie est Noam Chomsky, l'auteur de la théorie de la grammaire générative et transformationnelle, qui a défini la langue comme la construction de phrases générées à l'aide de grammaires transformationnelles. Chomsky considère que ces règles sont une caractéristique innée de l'esprit humain et constituent les rudiments de ce qu'est le langage. En revanche, de telles grammaires transformationnelles sont également communément utilisées pour fournir des définitions formelles du langage couramment utilisées dans la logique formelle, dans les théories formelles de la grammaire et dans la linguistique computationnelle appliquée,. Dans la philosophie du langage, des philosophes comme Alfred Tarski, Bertrand Russell et d'autres logiciens formels conçoivent la signification linguistique comme résidant dans les relations logiques entre les propositions et la réalité.

### Outil de communication
Une autre définition du langage se centre sur le langage comme un système de communication qui permet aux humains l'échange verbal ou symbolique d'énoncés. Cette définition met l'accent sur les fonctions sociales de la langue et le fait que les humains l'utilisent pour s'exprimer et manipuler des objets dans leur environnement. Les théories fonctionnelles de la grammaire expliquent les structures grammaticales par leurs fonctions de communication. Elles comprennent les structures grammaticales de la langue comme étant le résultat d'un processus d'adaptation par lequel la grammaire a été développée « sur-mesure » pour servir les besoins de communication de ses utilisateurs,.
Ce point de vue est associé à l'étude de la langue dans les domaines de la pragmatique, de la cognition, de la sociolinguistique et de l'anthropologie linguistique. Les théories fonctionnalistes ont tendance à étudier la grammaire comme un phénomène dynamique, puisque les structures évoluent continuellement selon l'usage des locuteurs. Ce point de vue accorde donc une place importante à l'étude de la typologie linguistique, c'est-à-dire à la classification des langues en fonction de leurs caractéristiques structurelles, car les processus de grammaticalisation ont tendance à suivre des trajectoires qui sont en partie dépendantes de la typologie. Dans la philosophie du langage, l'idée que la pragmatique est au cœur du langage et du sens est souvent associée aux œuvres tardives de Wittgenstein, et aux philosophes tels que J. L. Austin, Paul Grice, John Searle, et W. O. Quine.

### Statut unique du langage humain

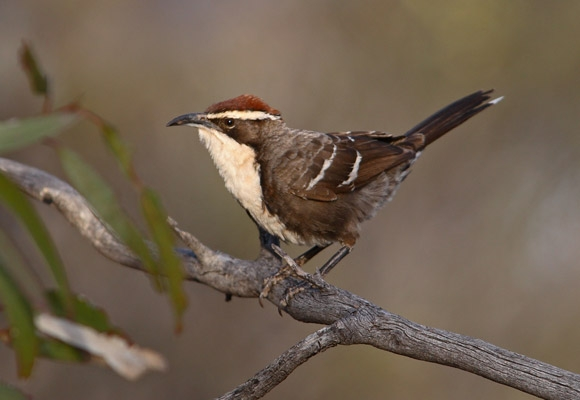
Le pomatostome à calotte marron.

Le langage humain possède des caractéristiques uniques quand on le compare à d'autres formes de communication animale. Les systèmes de communication utilisés par d'autres animaux comme les abeilles ou les singes sont des systèmes fermés qui se composent d'un nombre fini, généralement très limité, d'idées pouvant être exprimées,.
Le langage humain est ouvert et productif, en ce sens qu'il permet aux humains de produire une vaste gamme d'énoncés à partir d'un ensemble fini d'éléments et de créer de nouveaux mots et phrases. Ce phénomène est rendu possible par le fait que le langage humain est basé sur un double code, dans lequel des éléments tels que des sons, des lettres ou des gestes, peuvent être combinés pour former de nouvelles unités de sens comme des mots et des phrases. En 1961, André Martinet a le premier relevé ce qu'il appelle la double articulation du langage, qui singularise le langage humain, en mettant en évidence la grande souplesse de sa combinatoire. Pour André Martinet, « la première articulation est la façon dont s'ordonne l'expérience commune à tous les membres d'une communauté linguistique déterminée », la deuxième articulation étant la « forme vocale », et peut être analysée comme « une succession d'unités » phoniques.

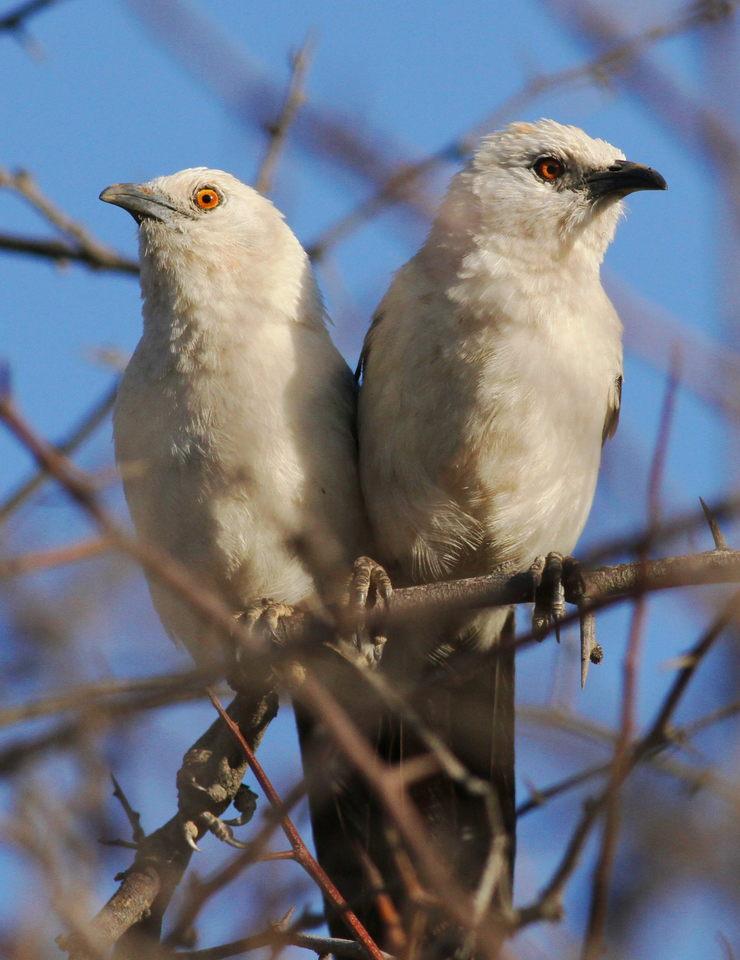
Cratéropes bicolores d'Afrique du Sud.

Cependant, une étude a démontré qu'un oiseau australien, le Pomatostome à calotte marron (Pomatostomus ruficeps), est capable d'utiliser des éléments acoustiques semblables dans différents arrangements pour créer deux vocalisations fonctionnellement distinctes. En outre, la capacité du Cratérope bicolore (Turdoides bicolor) à générer deux vocalisations distinctes composées du même type de son, qui ne peuvent être distinguées que par le nombre d'éléments répétés, a été relevée.

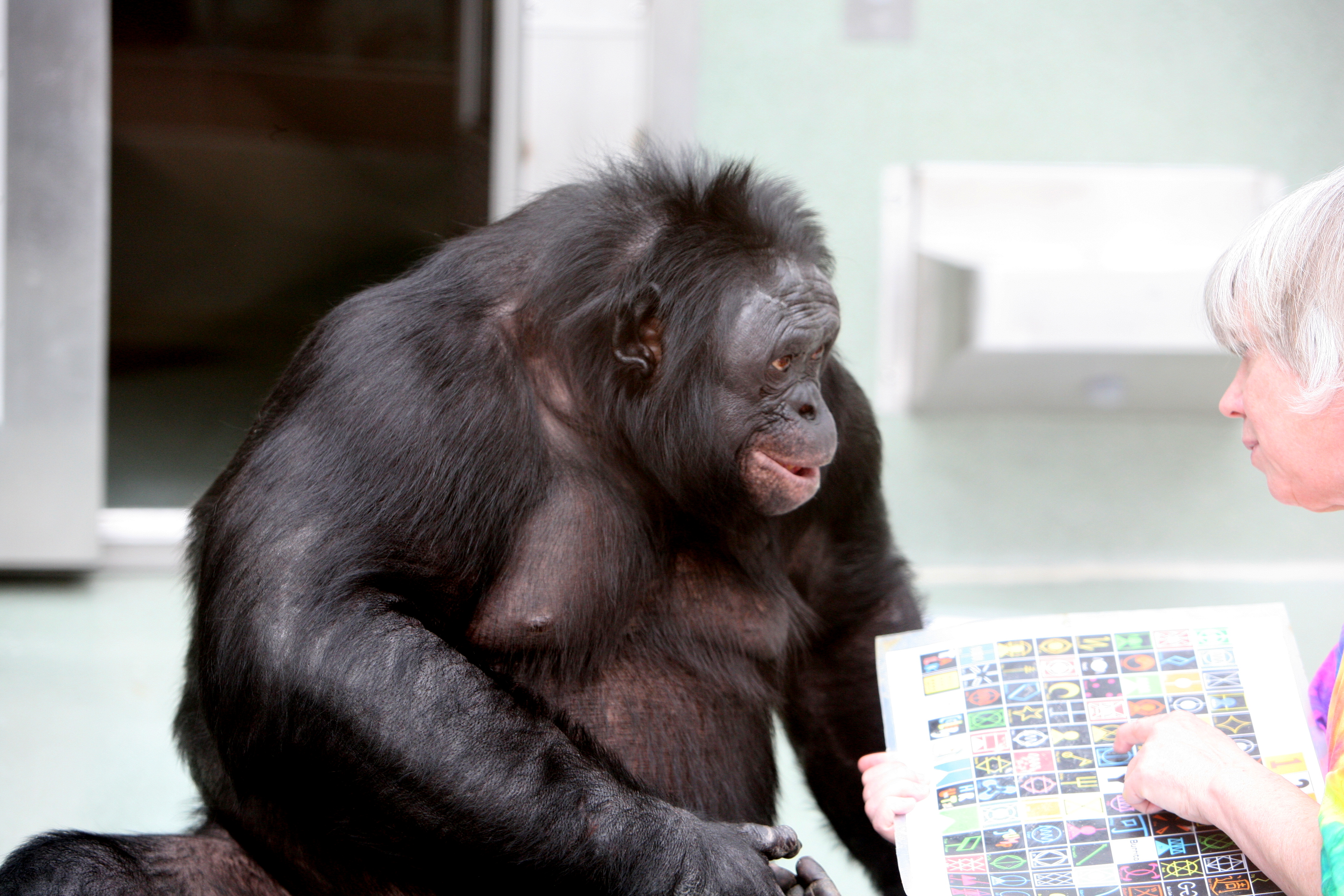
Le bonobo Kanzi communique avec la scientifique Sue Savage-Rumbaugh en utilisant des symboles écrits (yerkish).

Plusieurs espèces d'animaux ont aussi démontré qu'elles pouvaient acquérir des formes de communication par le biais de l'apprentissage social : par exemple, le bonobo Kanzi a appris à s'exprimer à l'aide d'un ensemble de lexigrammes symboliques. De même, de nombreuses espèces d'oiseaux et de baleines apprennent leurs chansons, en imitant les autres membres de leur espèce. Toutefois, bien que certains animaux puissent apprendre un grand nombre de mots et de symboles, aucun n'a une faculté d'apprentissage de signes comparable à celle d'un enfant de 4 ans, ni n'a appris une grammaire complexe comme celle du langage humain,.
Les langues humaines diffèrent également des systèmes de communication animale en ce qu'elles utilisent des catégories grammaticales et sémantiques telles que les noms et les verbes, les temps présent et passé, qui sont utilisées pour exprimer des significations d'une complexité croissante. La propriété de récursivité du langage humain est également unique : ainsi, un groupe nominal peut contenir un autre syntagme nominal (comme dans « [la bouche [du chimpanzé] ») ou une proposition peut contenir une autre proposition (comme dans « [je vois [le chien qui court] »),. Le langage humain est aussi le seul système de communication naturel connu dont l'adaptabilité peut être désignée comme indépendante de la modalité. Cela signifie qu'il peut être utilisé non seulement pour la communication par le biais d'un canal ou d'un médium, mais aussi par plusieurs. Par exemple, la langue parlée utilise la modalité auditive, alors que les langues des signes et l'écriture utilisent la modalité visuelle, et le braille, la modalité tactile.
Le langage humain est unique également du fait qu'il peut référer à des concepts abstraits, des événements imaginaires ou hypothétiques, ainsi que les événements qui ont eu lieu dans le passé ou peuvent se produire dans l'avenir. Cette capacité à faire référence à des événements qui ne sont pas dans le même temps ou à la même place que ceux du moment de l'énoncé est appelée déplacement. Bien que certains animaux puissent utiliser le déplacement dans leur communication (comme les abeilles qui peuvent communiquer l'emplacement des sources de nectar qui sont hors de vue), le déplacement est utilisé dans le langage humain d'une manière également considérée comme unique par sa complexité,.

### Fonctions du langage

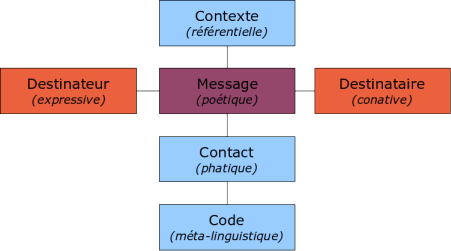
Schéma de communication générale de Jakobson.

Selon certains linguistes, il est important de comprendre la fonction fondamentale du langage, c'est-à-dire le côté actif du langage. La Grammaire de Port-Royal, publiée en 1660, décrit le langage comme servant aux humains à communiquer entre eux leurs pensées, et ajoute que le langage a aussi une fonction de représentation car il doit constituer une image de la pensée pour permettre cette communication. Le philosophe allemand Wilhelm von Humboldt considère que la fonction fondamentale de la langue n'est pas la communication, mais la représentation de la pensée. En s'appuyant sur ses travaux, le psychologue et théoricien du langage Karl Bühler approfondit les aspects actifs du langage et tente de les concilier avec la linguistique de Saussure (voir Linguistique structurale) qui se développe au début du XXe siècle. L'activité de parole engage un locuteur, un message et un destinataire. Dans ce modèle, le langage remplit trois fonctions : la fonction de représentation (le contenu communiqué), la fonction d'appel (envers le destinataire) et la fonction d'expression (du locuteur qui exprime ses attitudes, psychologiques ou morales). Ce schéma est complété par le linguiste Roman Jakobson, qui reprend les trois fonctions décrites par Bülher (en les rebaptisant fonction référentielle, conative et expressive) en leur ajoutant trois autres fonctions : métalinguistique (référence au code du langage lors de l'énoncé), poétique (énoncé considéré comme une fin en soi) et phatique (l'effort fait pour maintenir le contact avec le locuteur).

## Origines du langage humain

La Tour de Babel de Brueghel l'Ancien. Selon le mythe biblique, la diversité des langues résulte d'une punition divine liée à la tentative des hommes de construire une tour jusqu'au ciel.

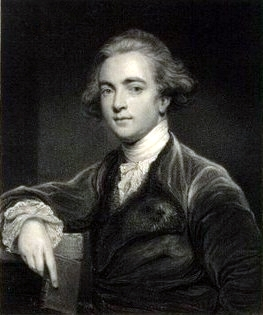
William Jones a découvert la relation familiale entre le latin et le sanskrit, ouvrant la voie à la linguistique historique.

Les théories sur l'origine du langage diffèrent quant à leurs hypothèses de base sur ce qu'est la langue. Certaines théories sont basées sur l'idée que le langage est si complexe qu'il n'a pu apparaître à partir de rien dans sa forme définitive, et qu'il doit avoir évolué à partir de pré-systèmes linguistiques chez nos ancêtres pré-humains. Elles peuvent être appelées des théories basées sur la continuité. Le point de vue opposé est que le langage est un trait uniquement humain, incomparable à tout ce qui peut être observé chez les non-humains, et qu'il doit donc être apparu soudainement dans la transition entre les pré-hominidés et l'homme primitif. Ces théories peuvent être définies comme basées sur une discontinuité. De même, les théories basées sur la vision générative du langage de Chomsky considèrent le langage comme une faculté innée qui est en grande partie génétiquement codée ; à l'inverse, les théories fonctionnalistes le voient comme un système en grande partie culturel, appris à travers l'interaction sociale. Le langage y est perçu comme un fait social très ancien.
Un éminent défenseur d'une théorie de la discontinuité est le linguiste et philosophe Noam Chomsky. Celui-ci propose l'idée que « certaines mutations aléatoires ont eu lieu, peut-être après quelque étrange douche de rayons cosmiques, et ont réorganisé le cerveau, implantant un organe de langage dans un cerveau primate par ailleurs ». Bien qu'il mette en garde contre une interprétation trop littérale de cette hypothèse, il cherche à mettre également en garde contre d'autres hypothèses relatives aux processus de l'évolution.
Les théories fondées sur la continuité sont retenues par une majorité de chercheurs, mais leurs opinions divergent quant aux processus engagés. Ceux qui considèrent le langage comme étant la plupart du temps inné, notamment le psychologue Steven Pinker, pensent que le langage est précédé par la cognition animale, tandis que ceux qui considèrent le langage comme un outil de communication socialement appris, comme le psychologue Michael Tomasello, pensent qu'il a évolué à partir de la communication animale chez les primates, une communication gestuelle ou vocale aidant à la coopération,. D'autres modèles de continuité proposent que le langage se soit développé à partir de la musique, un point de vue proposé déjà par Rousseau, Herder, Humboldt et Darwin. Un défenseur de cette théorie est l'archéologue Steven Mithen,.
Stephen R. Anderson évalue l'origine des langues parlées entre −100 000 et −60 000 ans , et écrit que « Les chercheurs sur l'origine évolutive du langage pensent généralement qu'il est plausible que le langage n'ait été inventé qu'une seule fois, et que toutes les langues parlées soient donc liées d'une manière ou d'une autre, même si cette relation ne peut plus être retrouvée […] en raison des limites des méthodes disponibles pour reconstruire cette relation ».
Parce que le langage a émergé dans les débuts de la Préhistoire de l'homme, avant l'existence de documents écrits, son développement précoce n'a laissé aucune trace historique, et un processus comparable ne peut vraisemblablement pas être observé de nos jours. Ainsi les théories de la continuité observent les comportements animaux pour voir si les primates, par exemple, montrent des traits qui pourraient être considérés comme analogues à ce qu'un pré-langage humain a pu être. L'étude des fossiles humains est une ressource qui permet de détecter des traces de l'adaptation physique à l'usage du langage ou des formes pré-linguistique de conduites symboliques. Les indices suggérant des aptitudes linguistiques dans les fossiles humains se retrouvent dans la taille du cerveau par rapport à la masse corporelle, la présence d'un larynx capable de production élaborée de sons, et la nature des outils et d'autres artefacts fabriqués,,.
Pendant longtemps, il a été généralement considéré que les pré-humains Australopithèques n'avaient pas de systèmes de communication significativement différents de ceux des hominidés en général. Cependant, en 2017, une étude sur l'Ardipithecus ramidus — une espèce phylogénétiquement apparentée au clade des Australopithèques et à celui des Homo —, a remis en cause cette idée. Les opinions scientifiques varient quant à l'évolution du langage depuis l'apparition du genre Homo , il y a quelque 2,5 millions d'années. Ainsi, certains chercheurs font l'hypothèse d'un développement de systèmes primitifs de type langagier (proto-langue) datant de l'Homo habilis (2,3 millions d'années) tandis que d'autres estiment que le développement de formes primitives de communication symbolique ne débute qu'avec l'Homo erectus (1,8 million d'années) ou l'Homo heidelbergensis (600 000 ans), et le développement du langage proprement dit avec l'Homo sapiens sapiens anatomiquement moderne durant la révolution du Paléolithique supérieur, il y a moins de 100 000 ans,,.
De nos jours, le nombre de langues dans le monde est estimé entre 5 000 et 7 000 (6 909 en 2009 selon les données de l'Ethnologue,). Les estimations varient en raison du caractère arbitraire de la distinction entre langues et dialectes,,. Les langues naturelles sont parlées ou signées, mais toute langue peut aussi être codée dans des médias secondaires utilisant les stimuli auditifs, visuels ou tactiles – par exemple, les langues sifflées, signées ou le braille. Ceci est possible parce que le langage humain est indépendant des modalités par lesquelles il s'exprime.

## Disciplines

### Linguistique
L'étude du langage, la linguistique, est devenue une science lors des premières descriptions grammaticales de langues spécifiques en Inde, il y a environ 2000 ans, après le développement de l'écriture du brahmi. La linguistique moderne est une science qui s'intéresse à tous les aspects du langage et des langues, en les examinant sous de nombreux points de vue.
Le langage est un sujet d'étude scientifique ou académique dans de nombreuses disciplines, et est abordé sous plusieurs angles théoriques, qui tous permettent la construction des approches modernes de la linguistique. Par exemple, la linguistique descriptive étudie la grammaire de langues uniques. La linguistique théorique développe des théories sur la meilleure façon de conceptualiser et de définir la nature du langage en s'appuyant sur les données provenant de diverses langues humaines existantes. La sociolinguistique étudie la manière dont les langues sont utilisées à des fins sociales, permettant de renseigner l'étude des fonctions sociales de la langue et la description grammaticale. La neurolinguistique étudie comment le langage est traité par le cerveau humain et permet de tester expérimentalement les théories. La Linguistique informatique s'appuie sur la linguistique théorique et descriptive, pour construire des modèles informatiques de langages qui sont souvent destinés à analyser le langage naturel et à tester des hypothèses linguistiques. La linguistique historique repose sur des descriptions grammaticales et lexicales de langues pour retracer leur histoire individuelle et reconstruire les arbres des familles de langues en utilisant des méthodes comparatives.

### Philosophie du langage
La philosophie s'intéresse au langage depuis Platon et Aristote. Selon Aristote, les animaux peuvent exprimer le plaisir ou la douleur, qui sont des sensations, non le juste et l'injuste, qui sont des idées (et c'est pourquoi l'Homme, et l'Homme seulement, est « un animal politique »). La pensée, disait déjà Platon, est un « dialogue de l'âme avec elle-même »,. Selon Descartes, seul le langage (sous la forme de paroles articulées ou de tout autre système de signes équivalent) est capable de formuler des idées et de les communiquer à d'autres,,. Pour le philosophe français, l'homme, à travers le langage, « exprime librement sa pensée sans être déterminé par des stimuli externes ». La raison de ce lien privilégié entre pensée et langage est exposée par d'autres philosophes (Thomas Hobbes, Jean-Jacques Rousseau, ou plus récemment Jules Gilliéron) : le langage n'est pas simplement l'expression de la pensée ; il en est le point de départ et l'instrument,,.

### Psychanalyse
Le langage a une place importante en psychanalyse en raison des rapports étroits entre langage et pensée. Dans la cure psychanalytique, la « parole » du patient que l'analyste écoute est mise au premier plan. Dans son Introduction à la psychanalyse, Sigmund Freud souligne combien l'état affectif d'un individu peut être modifié par des paroles prononcées par l'être aimé ou par un supérieur hiérarchique. Il remarque également, dans Psychopathologie de la vie quotidienne, que les erreurs de langage, les lapsus, ne doivent rien au hasard mais sont la manifestation de l'inconscient ou d'un désir inconscient. Dans L'Interprétation du rêve (1900), il apparaît au cours du travail de rêve que les mots peuvent être traités comme des choses ainsi que dans une « psychose » passagère : de même que « dans la schizophrénie les représentations de mot sont elles-mêmes traitées comme des représentations de chose » (processus primaire), de même dans le cas du rêve « certaines phrases prononcées à l'état de veille sont soumises à la condensation et au déplacement tout comme des représentations de chose ».
Avec l'introduction du signifiant, Jacques Lacan formalise et explicite la fonction du « langage » dans sa propre théorie , et ce dans une perspective structuraliste. Il reprend les travaux de Ferdinand de Saussure sur le signifié et le signifiant mais inverse le rapport entre les deux : il affirme ainsi que, du point de vue du psychisme, le signifiant est premier par rapport au signifié. Pour Lacan, l'enfant, dès sa naissance, est inséré dans un bain de langage, d'images sonores (les signifiants), au sens desquels il n'accède pas immédiatement, mais qui va structurer son psychisme. Lacan résume : « L'inconscient est structuré comme un langage ». Cette thèse est critiquée par d'autres auteurs, notamment par le philosophe et psychanalyste Jean Laplanche,.

### Psychologie
La psychologie a de multiples disciplines qui s'intéressent au langage humain avec des objectifs divers et des méthodologies également variées :
- La psycholinguistique est la discipline scientifique qui s'intéresse aux processus mentaux qui permettent le langage indépendamment de la modalité de la langue[78]. La psycholinguistique est apparue entre 1951 et 1964, date du premier ouvrage sur le sujet[79]. Elle peut être définie comme « l’étude des processus de production et de réception des mots dans leurs formes et leurs significations et des structures syntaxiques chez l’adulte sain »[79].
- La psychologie cognitive du langage est une discipline très proche de la psycholinguistique au point que des auteurs ne les différencient pas. Certains auteurs distinguent cependant ces deux disciplines : la psycholinguistique serait le noyau de la psychologie cognitive du langage, et le terme de psychologie cognitive du langage référerait alors aux thèmes de recherche considérés comme plus périphériques : l'acquisition du langage, les pathologies du langage (voir Trouble du langage), les fondements neuronaux du langage et ses dimensions textuelles[79],[80].
- La psychoacoustique est l'étude scientifique des propriétés des sons, ce qui comprend l'audition humaine et la reconnaissance des phonèmes[81]. La psychologie du développement étudie l'acquisition du langage de la période périnatale à l'âge adulte, ainsi que l'apprentissage de l'écrit.
- L'Interactionnisme sociodiscursif est un courant théorique de la psychologie du langage qui vise à comprendre le rôle fondateur du langage dans le développement humain.

Les développements technologiques ont joué un rôle important dans les avancées scientifiques de ces disciplines en permettant de décrire avec une finesse croissante les processus cognitifs en jeu. Par exemple, les avancées de l'oculométrie permettent l'étude des fixations et saccades oculaires durant la lecture. Le développement des techniques d'imagerie cérébrale sont prises en compte également par la psychologie cognitive, au point que la discipline de psychologie cognitive « pourrait se fondre » avec les neurosciences cognitives, tant les rapports entre les deux disciplines deviennent étroits.

### Neurologie, aphasiologie et neurosciences cognitives
Les méthodes et développement scientifiques issus des neurosciences s'intègrent ainsi aux sciences cognitives et à la linguistique dans la discipline de la neurolinguistique, et de la neuropsycholinguistique ou neuropsycholinguistique cognitive. La neurolinguistique est un champ pluridisciplinaire issu de la neurologie et de l'aphasiologie du XIXe siècle. Elle peut être définie comme « l'étude des relations langage-cerveau » (study of language-brain relationships). Dès le XIXe siècle, des médecins font des observations cliniques sur des patients atteints de troubles du langage, en particulier les aphasies, et en infèrent des théories sur les bases biologiques du langage.
Au XXe siècle, les techniques d'imagerie cérébrale complètent ces premières approches cliniques. Elles permettent de lier les symptômes observés cliniquement, comme ceux de l'aphasie, aux lésions cérébrales observées par des techniques comme les potentiels évoqués, par des techniques de TEP scans et TEMP scans. Les études sur les patients sont complétées par des études sur les personnes sans pathologies chez lesquelles l'imagerie cérébrale permet également d'observer les changements métaboliques et physiologiques du cerveau durant l'utilisation du langage.

### Littérature
Littérature et étude de la littérature datent de l'Antiquité. Depuis l'Antiquité, la production de langage écrit est étudiée essentiellement sous trois aspects. La poétique, inaugurée par Aristote, s'intéresse à la dimension artistique du langage. La rhétorique s'intéresse aux moyens de produire un discours efficace et a pour objectif d'améliorer l'art oratoire très utilisé dans la vie publique. L'herméneutique est la discipline qui s'intéresse à l'interprétation des textes écrits, tout d'abord aux textes religieux ou sacrés, puis par la suite aux textes profanes également. À la Renaissance, l’herméneutique est progressivement supplantée par la philologie. La philologie moderne est 

« un art interprétatif au service de la compréhension des textes, cette dernière se définissant comme reconstruction de la signification intentionnelle, c'est-à-dire auctoriale, des textes. »

— Oswald Ducrot, 1995.
M. H. Abrams distingue quatre aspects de l'analyse littéraire, selon que l'accent se porte sur l'écrivain, sur l’œuvre créée, sur la réalité que l’œuvre dénote, ou sur le public. Il s'agit respectivement des théories expressives, objectives (dont la poétique), mimétiques (apparentées à l'herméneutique) et pragmatiques (dont la rhétorique). Les théories expressives se développent surtout à partir de l'ère du romantisme.

## Anatomie de la compréhension et de la production de parole
La parole orale est la modalité par défaut du langage dans toutes les cultures et sa réception dépend du système auditif. La production de la langue parlée dépend de capacités sophistiquées de contrôle des lèvres, de la langue (l'organe) et d'autres composants de l'appareil vocal, la capacité de décoder acoustiquement les sons de la parole, et l'appareil neurologique nécessaire à l'acquisition et à la production langagière. En 2014, l'étude des bases génétiques du langage humain en est encore à un stade précoce : le seul gène clairement impliqué dans la production de langage est FOXP2, qui peut causer une sorte de trouble de langage congénital si une personne est porteuse de mutations.

### Système nerveux central

Aires impliquées dans la production et compréhension du langage : le Gyrus Angulaire en orange, Gyrus Supramarginal en jaune, l'aire de Broca en bleu, l'aire de Wernicke en vert et le cortex auditif primaire en rose.

Le cerveau est le centre de coordination de toute l'activité linguistique. Il contrôle à la fois la production de la cognition linguistique et de la signification, et les mécanismes de la production de parole. Nos connaissances sur les bases neurologiques du langage (en) demeurent assez limitées. Cependant, elles ont considérablement évolué depuis l'utilisation de nouvelles techniques d'imagerie. La discipline de la linguistique consacrée à l'étude des aspects neurologiques de la langue est appelée neurolinguistique.
Les premiers travaux en neurolinguistique ont porté sur l'étude du langage chez des patients ayant souffert d'un accident vasculaire cérébral et parfois chez des patients ayant été opérés ou ayant souffert d'infections, accidents, ou tumeurs cérébrales. Avec les progrès technologiques de la fin du XXe siècle, l'imagerie par résonance magnétique fonctionnelle (IRMF) et l'électrophysiologie ont contribué à mieux comprendre les processus du langage chez les personnes sans déficience.
Chez une grande majorité de personnes, le traitement du langage se situe dans l'hémisphère gauche, que ces personnes soient droitières ou gauchères. Chez les droitiers, seules 4 % de personnes ont un langage traité dans l'hémisphère droit, et ce pourcentage augmente mais reste faible chez les ambidextres (15 %) et les gauchers (27 %). L'hémisphère droit joue un rôle moins important dans le langage, étant néanmoins impliqué dans la compréhension de certaines informations et l'organisation des informations (par exemple lors d'une activité narrative).
L'aire de Broca est située dans la partie postérieure du lobe frontal inférieur de l'hémisphère gauche. Les personnes porteuses d'une lésion de cette région cérébrale développent souvent (mais pas toujours) une aphasie expressive découverte en 1861 par Paul Broca. Les personnes qui présentent une aphasie de Broca savent ce qu'elles veulent dire, mais ont de grandes difficultés à parler. Leur compréhension du langage est relativement bonne. Elles peuvent présenter des problèmes de fluidité, d'articulation, des difficultés à trouver ses mots, des répétitions de mots, et des problèmes de production et de compréhension de phrases grammaticalement complexes, à la fois oralement et par écrit. La grammaire et l'information syntaxique sont particulièrement affectées.
Des recherches dans les années 2000 et 2010 ont permis d'établir que des lésions causées au sein de l'aire de Broca n'engendraient pas nécessairement de troubles du langage de type aphasique,,,. L'aphasie de Broca est observée lorsque d'autres régions sont également touchées. En plus de l'aire de Broca, d'autres zones sont également impliquées dans la production du langage, comme l'insula,,, les régions entourant l'aire de Broca sur le lobe frontal ainsi que les réseaux de substance blanche liés à ces zones. Des lésions des ganglions de la base et en particulier la tête du noyau caudé sont aussi à l'origine d'aphasies ressemblant à celle de Broca. De plus, il est possible d'utiliser un langage syntaxiquement correct (ou presque) en l'absence de la zone cérébrale de Broca, cette zone semblant consacre surtout aux fonctions cognitives de haut niveau du langage et non à tous les aspects (moteurs, combinatoires) du langage.
L'aire de Wernicke est située dans la section postérieure du lobe temporal supérieur, dans l'hémisphère cérébral dominant. Les personnes porteuses d'une lésion de cette zone du cerveau développent une aphasie réceptive qui se traduit par une altération majeure de la compréhension de la langue, tandis que le discours conserve un rythme qui semble sonner naturellement et des structures de phrase relativement normales. Tout comme pour l'aire de Broca, les progrès technologiques ont permis d'affiner les découvertes sur l'aphasie de Wernicke et la zone cérébrale du même nom. Plusieurs habiletés cognitives sont altérées : la reconnaissance des mots parlés (décrite aussi comme une surdité verbale), la compréhension du sens des mots et la possibilité de convertir des pensées en mots.
Les aphasies expressive et réceptive affectent également l'utilisation de la langue des signes, de manière analogue à la façon dont elles affectent la parole. L'aphasie expressive provoque une production signée plus lente et ponctuée de fautes de grammaire, tandis que l'aphasie réceptive montre de l'aisance à signer, mais ses signes ont peu de sens pour les personnes qui l'observent et la personne affectée éprouve des difficultés à comprendre les autres signes. Ainsi, le déficit touche spécifiquement les capacités liées au langage, et non la physiologie utilisée pour la production de la parole,.

### Appareil articulatoire

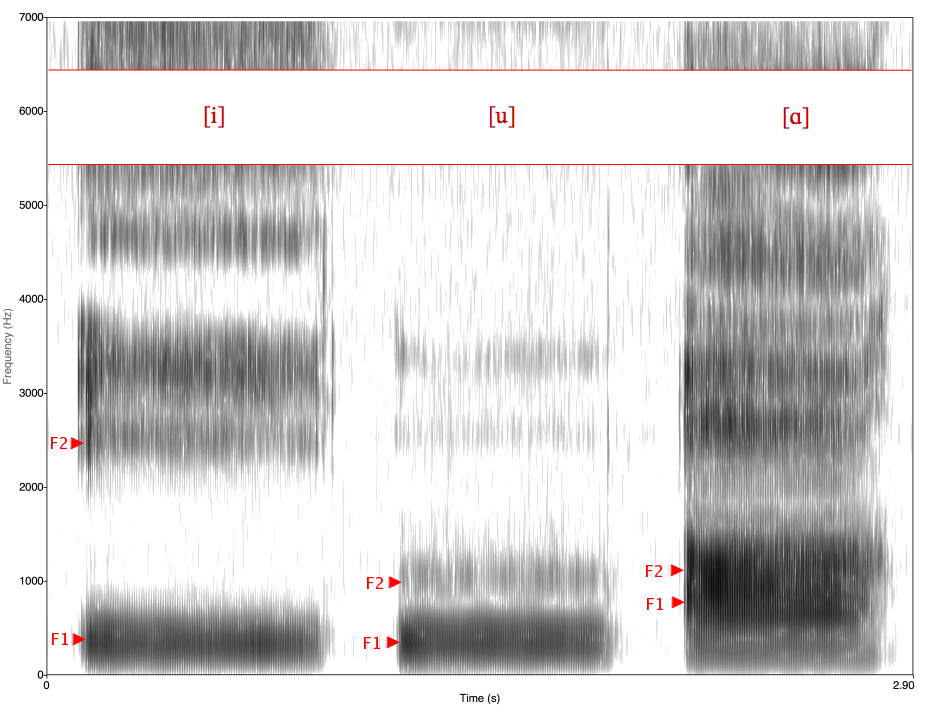
Le spectrogramme permet de comparer et étudier les propriétés des différents sons de la voix.

La parole s'appuie sur la capacité physique de l'homme à produire des sons, ondes longitudinales propagées dans l'air à une fréquence capable de faire vibrer le tympan. Cette capacité dépend de la physiologie humaine des organes de la parole. Ces organes se composent des poumons, de la boîte vocale (larynx), et de la partie supérieure de l'appareil vocal – la gorge, la bouche et le nez. En contrôlant les différentes parties de l'appareil vocal, le flux d'air est manipulé pour produire les différents sons de la parole.
Le son de la parole peut être analysé et décomposé en une combinaison d'unités discrètes (en) (segments) et d'unités suprasegmentales. Les éléments segmentés sont ceux qui se suivent les uns les autres sous forme de séquences. Ils sont habituellement représentés par des lettres dans les écritures alphabétiques, comme dans l'écriture latine. Lors d'une production langagière normale, il n'y a pas de limite claire entre un segment et le prochain, ni de pauses audibles entre les mots. Les segments sont donc distingués par leurs sons distincts qui sont le résultat de leurs articulations différentes, et ils peuvent être, soit des voyelles, soit des consonnes. Les phénomènes suprasegmentaux comprennent des éléments tels que l'accentuation tonique, le type de phonation, la voix, le timbre et la prosodie ou l'intonation, qui peuvent tous avoir des effets sur des ensembles de segments. Les consonnes et voyelles se combinent pour former des syllabes, qui à leur tour se combinent pour former des énoncés. Ceux-ci peuvent être distingués du point de vue phonétique par l'espace entre deux inhalations. Acoustiquement, ces segments sont caractérisés par différentes structures, les formants, qui sont visibles dans un spectrogramme de l'enregistrement de l'onde sonore (Voir l'illustration à la droite d'un spectrogramme montrant le formant des structures de trois voyelles anglaises). Les formants sont l'amplitude des pics dans le spectre de fréquences d'un son,.
Les voyelles sont des sons qui n'ont pas de friction audible causée par le rétrécissement ou l'obstruction d'une partie de l'appareil vocal supérieur. Elles varient selon le degré d'ouverture des lèvres et le placement de la langue dans la cavité buccale. Les voyelles sont dites fermées ou ouvertes. La voyelle fermée est produite lorsque les lèvres sont relativement fermées, comme dans la prononciation de la voyelle [i] du mot français « il ». La voyelle ouverte est produite avec les lèvres relativement ouvertes, comme dans la voyelle [a] du mot français « as ». Si la langue est située vers l'arrière de la bouche, la qualité change et crée une autre voyelle, comme le [u] du mot français « où ». La qualité change également selon que les lèvres sont arrondies par opposition à non arrondies, la création de distinctions telles que celle entre [i] (voyelle initiale non arrondie comme dans le mot français « il ») et [y] (voyelle arrondie comme dans le mot français « tu » ou la voyelle arrondie initiale de l'allemand « ü »).

Places d'articulation de la parole : lèvres (1 et 2), dents (3), crête alvéolaire (4), palais (partie dure, 5 et 6), voile du palais (partie souple, 7), luette (partie centrale, 8), et glotte (11) ouvrant sur les cordes vocales.

Les consonnes sont ces sons qui ont un friction ou fermeture, audible à un certain moment, dans la partie supérieure de l'appareil vocal. Les consonnes varient selon le lieu d'articulation, c'est-à-dire le lieu dans le tractus vocal, où le flux d'air est obstrué. L'obstruction se produit le plus souvent au niveau des lèvres, des dents, de la crête alvéolaire, du palais, du voile du palais, de la luette ou de la glotte. Chaque lieu d'articulation produit un ensemble différent de consonnes, qui sont à nouveau distinguées en fonction par le mode d'articulation : le type de frottement, le fait que la fermeture soit complète, auquel cas la consonne est appelée occlusive, ou encore les différents degrés d'aperture pour générer des fricatives et spirantes. Les consonnes peuvent également être voisées ou non voisées, selon que les cordes vocales vibrent avec le flux d'air. Ce voisement crée la différence entre le [s] du mot bus (sibilante non voisée) et le [z] de buzz (sibilante voisée).
Certains sons de la parole, voyelles comme consonnes, impliquent le passage d'un flux d'air par la cavité nasale : ce sont les consonnes nasales et les voyelles nasales. D'autres sons sont définis par la manière dont la langue bouge dans la bouche : les consonnes latérales (l'air circule sur les deux côtés de la langue) et les sons rhotiques (la langue se positionne par rapport au flux d'air).
Par l'utilisation de tous ces organes, l'humain produit des centaines de sons différents. Certains apparaissent souvent dans de nombreuses langues à travers le monde, tandis que d'autres sont plus communs dans des familles de langues, des régions, voire peuvent être spécifiques d'une certaine langue.

## Structure
Lorsqu'il est décrit comme un système de communication symbolique, le langage est traditionnellement considéré comme étant constitué de trois parties : des signes (en), des significations et un code connectant les signes à leurs significations. L'étude du processus de sémiose, comment les signes et les significations sont combinés, utilisés et interprétés, s'appelle la sémiotique. Les signes peuvent être composés de sons, de gestes, de lettres ou de symboles, selon que la langue est parlée, signée ou écrite. Ils peuvent être combinés en signes complexes, tels que des mots et des phrases. Utilisé dans la communication, un signe est codé et transmis par un émetteur par l'intermédiaire d'un canal à un récepteur qui le décode.
Certaines propriétés définissent le langage humain, par opposition à d'autres systèmes de communication. Ainsi, les signes linguistiques sont arbitraires, ce qui signifie que la connexion entre un signe linguistique et le sens n'est pas prévisible. De plus, la dualité du système linguistique humain est unique. La dualité signifie ici que les structures linguistiques sont construites en combinant des éléments dans de plus grandes structures qui peuvent être vues comme des couches : par exemple, les sons construisent des mots et les mots produisent des phrases. La discontinuité des éléments de la langue est également unique, ce qui signifie que les éléments à partir desquels les signes linguistiques sont construits sont des unités discrètes (par exemple, des sons et des mots) qui peuvent être distinguées les unes des autres et disposées selon différents modèles. Enfin la productivité du système linguistique humain le distingue des autres systèmes, ce qui signifie que des unités linguistiques en nombre fini peuvent être combinées, en théorie, en un nombre infini de combinaisons.
Les règles par lesquelles les signes peuvent être combinés pour former des mots et des phrases sont appelées la syntaxe ou la grammaire. Le sens qui est connecté à des signes individuels, des morphèmes, des mots, des phrases et des textes est appelé sémantique. La division du langage en un système de signes distincts mais reliés à un système de signification remonte aux premières études linguistiques de Saussure et est maintenant utilisée dans presque toutes les branches de la linguistique.

### Sémantique
Les langues expriment du sens en liant un signe à un sens, ou à son contenu. Les formes des signes doivent pouvoir être perçues, par exemple, par le son, l'image ou les gestes, et doivent ensuite être liées à un sens précis par convention sociale. Parce que la relation fondamentale de signification pour la plupart des signes linguistiques est basée sur la convention sociale, les signes linguistiques peuvent être considérés arbitraires, en ce sens que la convention est établie socialement et historiquement plutôt que par une relation naturelle entre une forme de signe spécifique et son sens.
Ainsi, les langues doivent avoir un vocabulaire de signes liés à une signification spécifique. Le signe français « chien » désigne, par exemple, un membre de l'espèce Canis familiaris. Dans un langage, l'ensemble des signes arbitraires liés à des significations spécifiques est appelé le lexique. Dans cet ensemble, chaque signe lié à une signification est appelé un lexème. Dans une langue donnée, toutes les significations ne sont pas forcément représentées par des mots isolés. Souvent, les concepts sémantiques sont intégrés dans la morphologie ou la syntaxe du langage sous la forme de catégories grammaticales.
Toutes les langues contiennent la structure sémantique décrite comme le prédicat. Il s'agit d'une structure qui attribue une propriété, un état ou une action au sujet. Traditionnellement, la sémantique a été interprétée comme l'étude de la façon dont les locuteurs et les interprètes assignent des valeurs de vérité aux énoncés, de sorte que la signification est le processus par lequel un prédicat peut être dit vrai ou faux au sujet d'une entité. Par exemple, « [x [est y]] » ou « [x [fait y]] ». Ce modèle de sémantique a été complété par des modèles de signification plus dynamiques qui intègrent des connaissances partagées sur le contexte dans lequel un signe est interprété. De tels modèles de sens sont explorés dans le domaine de la pragmatique.

### Sons et symboles
Selon sa modalité, la structure de la langue peut être fondée sur des systèmes de sons (parole), gestes (langues des signes), ou symboles graphiques ou tactiles (écriture). Les manières dont les langues utilisent des sons ou des signes pour construire du sens sont étudiées par la phonologie,. L'étude de la façon dont les humains produisent et perçoivent les sons de la voix est appelée phonétique. Dans tout langage parlé, le sens est produit lorsque des sons prennent part à un système dans lequel certains sons peuvent contribuer à l'expression d'une signification et d'autres pas. Dans une langue donnée, parmi les nombreux sons distincts que peut produire l'appareil vocal humain, seul un nombre limité d'entre eux contribue à la construction du sens.
Les sons faisant partie d'un système linguistique sont appelés phonèmes. Le phonème est une unité abstraite de son, définie comme la plus petite unité qui permet de distinguer le sens d'une paire de mots peu différents, soit une paire minimale. Par exemple, en anglais, les mots bat [bæt] et pat [pʰæt] forment une paire minimale, dans laquelle la distinction entre /b/ et /p/ différencie les deux mots qui ont des significations différentes (respectivement, chauve-souris et tapoter). Cependant, chaque langue contraste les sons de différentes manières. Par exemple, dans une langue qui ne fait pas de distinction entre consonnes vocales et non vocales, les sons [p] et [b] pourraient être considérés comme un seul phonème, et par conséquent, les deux prononciations auraient le même sens. De même, la langue anglaise ne fait pas de distinction phonémique entre consonnes aspirées et non aspirées, alors que c'est le cas dans beaucoup d'autres langues comme le coréen et l'hindi. Ainsi, le /p/ non aspiré du mot anglais spin [spɪn] et le /p/ aspiré dans le mot pin [pʰɪn] sont considérés comme différentes façons de prononcer le même phonème. Ces variantes d'un même phonème sont appelés des allophones. Au contraire, dans le chinois mandarin, la même différence dans la prononciation fait la distinction entre les mots [pʰá] et [pá] (l'accent au-dessus de á signifie que la voyelle est prononcée avec un ton haut) qui signifient, respectivement, s'accroupir et huit.
Toutes les langues parlées ont les phonèmes d'au moins deux catégories différentes, les voyelles et les consonnes, qui peuvent être combinées pour former des syllabes. En plus des unités telles que les consonnes et les voyelles, certaines langues utilisent aussi les sons d'autres manières pour transmettre le sens. Beaucoup de langues utilisent l'accent tonique, l'accent de hauteur, la longueur de la voyelle et le ton, pour distinguer les significations. Parce que ces phénomènes s'observent au-delà des unités ou segments, ils sont appelés suprasegmentaux.
Certaines langues n'ont que quelques phonèmes, par exemple, le rotokas (une langue appartenant à la famille de Bougainville du Nord) et le pirahã n'ont que 11 et 10 phonèmes, respectivement. À l'opposé, des langues peuvent avoir de nombreux phonèmes, comme le taa (en) (famille des langues tuu) qui compte 141 phonèmes. En langue des signes, le phonème (anciennement appelé cherème) est défini par les éléments de base de gestes : la forme de la main, l'orientation, l'emplacement et le mouvement des gestes, qui sont l'équivalent de l'articulation dans le langage parlé,,.
Les systèmes d'écriture représentent le langage à l'aide de symboles visuels qui peuvent, ou non, correspondre aux sons de la langue parlée. L'alphabet du latin classique (tout comme, ensuite, les alphabets latins qui se sont basés dessus ou en ont dérivé) était à l'origine basé sur la représentation d'unités de sons, de sorte que les mots ont été construits à partir des lettres désignant généralement une seule consonne ou voyelle, dans la structure du mot. Dans les écritures syllabiques, comme dans l'inuktitut, chaque signe représente une syllabe entière. Dans les écritures logographiques, chaque signe représente un mot entier et est généralement sans rapport avec le son de ce mot dans la langue parlée.
Parce que toutes les langues ont un très grand nombre de mots, il semble qu'une écriture purement logographique n'existe pas. La langue écrite représente la façon dont les sons et les mots parlés se suivent, l'un après l'autre, par un arrangement des symboles selon un schéma respectant une direction. La direction utilisée dans un système d'écriture est établie par convention. Certains systèmes d'écriture utilisent l'axe horizontal (de gauche à droite, comme l'écriture latine, ou de droite à gauche comme l'écriture arabe). D'autres, comme l'écriture du chinois traditionnel, utilisent la dimension verticale (du haut vers le bas). Quelques systèmes d'écriture utilisent des directions opposées pour l'alternance des lignes en alternance, et d'autres, comme les anciennes écritures mayas, peuvent être rédigés dans l'une ou l'autre direction et s'appuyer sur les indices qui indiquent au lecteur la direction de la lecture.
Afin de représenter par écrit les sons de toutes les langues du monde, les linguistes ont mis au point l'alphabet phonétique international, conçu pour représenter tous les sons discrets connus qui contribuent à la signification dans les différentes langues humaines.

### Grammaire
La grammaire étudie comment des éléments signifiants, les morphèmes, peuvent être combinés dans les énoncés. Le morphème peut être libre ou lié. Les morphèmes libres d'être déplacés à l'intérieur d'un énoncé sont généralement appelés des mots, et s'ils sont liés à d'autres mots ou morphèmes, ils sont appelés des affixes. La façon dont les éléments significatifs peuvent être combinés au sein d'une langue est régie par des règles. Les règles de la structure interne des mots sont appelées la morphologie. Les règles de la structure interne des expressions et des phrases sont appelés syntaxe.

#### Catégories grammaticales
La grammaire peut être décrite comme un système de catégories et un ensemble de règles qui déterminent la façon dont les catégories se combinent pour créer différentes significations. Les langues diffèrent largement quant à leur utilisation de catégories ou des unités lexicales pour encoder. Cependant, plusieurs catégories sont tellement communes qu'elles sont presque universelles. Ces catégories incluent le codage des relations grammaticales entre les participants et les prédicats (structure d'actance), les relations temporelles et spatiales (préposition et postposition), ainsi qu'un système de personne grammaticale qui permet la distinction entre l'orateur et les destinataires du message.

#### Classes de mots
Les langues organisent les parties du discours dans des classes selon leurs fonctions et positions par rapport à d'autres parties du discours. Toutes les langues, par exemple, font la distinction fondamentale entre un groupe de mots représentant des choses et concepts, et un groupe de mots désignant les actions et événements. Le premier groupe, qui comprend des mots français comme « chien » ou « chanson », sont généralement appelés les noms. Le second, qui comprend « courir » et « chanter », sont appelés verbes. Une autre catégorie est l'adjectif : les mots qui décrivent les propriétés ou qualités des noms, tels que « rouge » ou « grand ». Les classes de mots peuvent être « ouvertes » si de nouveaux mots peuvent en permanence être ajoutés à la classe, ou relativement « fermées » si le nombre de mots y est fixe. En français ou en anglais, la classe des pronoms est fermée, tandis que la classe des adjectifs est ouverte, car un nombre infini d'adjectifs peuvent être construits à partir de verbes (par exemple, « attristé » en français, ou « saddened » en anglais) et à partir des noms (par exemple, en ajoutant -like à la fin d'un nom en anglais). Dans d'autres langues comme le coréen, la situation est opposée : de nouveaux pronoms peuvent être construits, tandis que le nombre des adjectifs est fixe.
Les classes de mots exercent diverses fonctions dans la grammaire. Dans les faits, les verbes sont utilisés pour construire des prédicats, alors que les noms sont utilisés comme arguments de prédicats. Dans une phrase telle que « Sylvie court », le prédicat est « court », parce que c'est le mot qui décrit l'état spécifique du sujet de son argument « Sylvie ». Certains verbes, comme « appeler », peuvent prendre deux arguments, par exemple, « Sylvie appelle Jean ». Un prédicat qui ne peut prendre qu'un seul argument est appelé intransitif, tandis qu'un prédicat qui peut prendre deux arguments est appelé transitif.
De nombreuses autres classes de mots existent dans plusieurs langues, par exemple, les conjonctions comme « et » qui servent à joindre deux phrases, les articles qui introduisent un nom, les interjections comme « ah ! », ou ideophones comme « splash », qui imitent le son de certains événements. Certaines langues ont des positionals qui décrivent la position spatiale d'un événement ou d'une entité. Beaucoup de langues ont des classificateurs qui identifient les noms dénombrables comme appartenant à un type particulier ou ayant une forme particulière. Par exemple, en japonais, le nom classificateur général pour l'humain est nin (人) et il est utilisé pour le comptage des humains, quelle que soit leur appellation :
san-nin no gakusei (三人の学生) signifie littéralement « 3 homme-classificateur d'élève » pour dire « trois étudiants ».
Pour les arbres, ce serait :
san-bon no ki (三本の木) littéralement « 3 classificateur-d'objet-long d'arbre », soit « trois arbres ».

### Morphologie
En linguistique, l'étude de la structure interne des mots complexes et les processus par lesquels les mots sont formés est appelée la morphologie. Dans la plupart des langues, il est possible de construire des mots complexes qui sont constitués de plusieurs morphèmes. Par exemple, le mot français « chantais » peut être analysé comme étant composé du morphème nominal « chant » référant au verbe chanter, et du morphème grammatical « ais » qui indique le temps de l'imparfait ainsi que la personne (première ou deuxième du singulier).
Les morphèmes peuvent être classés selon qu'ils sont indépendants (racine ou radical) ou qu'ils ne peuvent se produire qu'en étant attachés à d'autres morphèmes. Ces derniers sont des morphèmes liés ou affixes. Ils peuvent être classés en fonction de leur position par rapport au radical : les préfixes précédent le radical, les suffixes suivent le radical, et les infixes sont insérés dans le milieu du radical. Ces affixes servent à modifier ou préciser le sens du radical. Certaines langues modifient le sens des mots par la modification de la structure phonologique du mot, par exemple, le mot anglais « run » (courir) donne au passé « ran ». Ce processus est appelé l'alternance vocalique ou ablaut. En outre, la morphologie fait la distinction entre le processus d'inflexion, qui modifie ou ajoute une précision sur un mot, et le processus de dérivation, qui crée un nouveau mot à partir d'un existant. En français, le verbe « chanter » a des formes flexionnelles « chante » et « chanté », qui sont des verbes, et la forme dérivationnelle « chanteur », qui est un substantif dérivé du verbe et du suffixe agentif « –eur »,.
Les langages diffèrent grandement en fonction de l'importance des processus morphologiques utilisés dans la formation des mots. Dans certaines langues, par exemple le chinois, il n'y a pas de processus morphologiques, car toutes les informations grammaticales sont codées syntaxiquement par la formation de chaînes de mots. Ce type de morpho-syntaxe est souvent appelé isolant ou analytique : la correspondance entre un mot et un sens est presque complète. La plupart des langues ont des mots composées de plusieurs morphèmes, mais ces morphèmes varient quant à leur utilisation en tant qu'unités discrètes. Dans de nombreuses langues, notamment dans la plupart des langues indo-européennes, un morphème peut avoir plusieurs significations qui ne peuvent pas être analysées en segments plus petits. Par exemple, en latin, le mot bonus, ou « bon », composé de la racine de bon-, qui signifie « bon », et du suffixe -us, qui indique le genre masculin, singulier, et le cas nominatif. Ces langues sont appelées langues flexionnelles : plusieurs significations peuvent être jointes à un morphème. À l'opposé des langues flexionnelles, les langues agglutinatives construisent des mots par un agencement de morphèmes liés ensemble sous forme de chaînes, mais où chaque morphème est une unité sémantique discrète. Un exemple d'une telle langue est le turc, où, par exemple, le mot evlerinizden, ou « à partir de vos maisons », se compose des morphèmes, ev-ler-iniz-den qui signifie maison-pluriel-votre-de. Les langues qui dépendent le plus de la morphologie sont traditionnellement appelées langues polysynthétiques. Elles peuvent exprimer l'équivalent de toute une phrase française en un seul mot. Par exemple, en persan le seul mot nafahmidamesh signifie « Je ne comprenais pas », composé des morphèmes na-fahm-id-suis-esh qui représentent les significations « négation.comprendre.passé.je.ça ». Un autre exemple, plus complexe, en yupik le mot tuntussuqatarniksatengqiggtuq signifie « Il n'avait pas encore dit à nouveau qu'il allait chasser le renne ». Le mot se compose de la chaîne de morphèmes tuntu-ssur-qatar-ni-ksaite-ngqiggte-uq dont le sens est « rennes-chasse-avenir-dire-négation-encore une fois-troisième personne-singulier-indicatif ». À l'exception du morphème tuntu (« rennes »), aucun des autres morphèmes ne peut être produit isolément.
De nombreuses langues utilisent la morphologie pour produire des références croisées sur les mots d'une phrase. Cela est parfois appelé accord. Par exemple, dans de nombreuses langues indo-européennes, les adjectifs font une référence croisée au nom qu'ils modifient en indiquant le nombre, le cas et le sexe. Ainsi l'adjectif latin bonus, ou « bon », marque l'accord avec un nom qui est du genre masculin, singulier et au nominatif. Dans de nombreuses langues polysynthétiques, les verbes produisent la référence croisée de leurs sujets et leurs objets. Dans ces types de langues, un même verbe peut inclure des informations qui exigeraient toute une phrase en français. Par exemple, en langue basque, dans la phrase ikusi nauzu (« Vous m'avez vu »), le verbe auxiliaire au passé composé n-au-zu (similaire à l'anglais « do ») s'accorde avec le sujet (vous) exprimé par le préfixe n-, et avec l'objet (moi) exprimé par le suffixe -zu. Le sens de la phrase pourrait être directement transcrit comme « voyez-vous-faisiez-moi ».

### Syntaxe
Le langage utilise également l'ordre des mots dans la phrase pour transmettre le sens. Les règles grammaticales qui décrivent la façon de produire de nouvelles phrases à partir de mots déjà connus s'appelle la syntaxe. Les règles syntaxiques d'une langue déterminent pourquoi une phrase comme « Je t'aime » a un sens, alors que « *aimer toi je » n'a pas de sens. Les règles syntaxiques déterminent la façon dont l'ordre des mots et la structure de la phrase sont contraints, et comment ces limites contribuent au sens. Par exemple, en français, les deux phrases « L'esclave maudit le maître » et « Le maître maudit l'esclave » ont un sens différent parce que le rôle du sujet grammatical est encodé nécessairement par le fait que le nom est placé avant le verbe, et le rôle de l'objet est codé par sa place après le verbe. En latin, les rôles de sujet et objet sont marqués par la déclinaison du nom : le sujet est au nominatif ; le complément d'objet direct est à l'accusatif, exemple : Dominus servos vituperabat (Le maître blâmait les esclaves). L'ordre habituel des mots dans la phrase latine place le verbe « en fin de phrase », même si « ce n'est pas une règle absolue »,.
Le latin recourt d'abord à la morphologie pour exprimer la distinction entre sujet et objet, tandis que le français est contraint d'utiliser uniquement l'ordre des mots : sujet - verbe - objet (dans une assertion). Un autre exemple de la manière dont les règles syntaxiques contribuent au sens est la règle de l'inversion de l'ordre des mots dans les questions, qui existe dans de nombreuses langues. Cette règle explique pourquoi quand, en français, la phrase « Jean parle à Lucy » est transformée en question, elle devient « À qui parle Jean ? », et non pas « Jean parle à qui ? ». Ce dernier exemple peut être utilisé comme un moyen de placer l'accent sur le « qui », ce qui altère légèrement le sens de la question.

« The cat sat on the mat » (en français « Le chat s'assit sur le tapis »).
Analyse de la structure d'une phrase en anglais.

La syntaxe comprend également les règles concernant la façon dont les phrases complexes sont structurées par le regroupement des mots, ou syntagmes, qui peuvent occuper différentes places dans une plus grande structure syntaxique. La phrase peut être décrite comme composée de syntagmes liés dans une structure en arbre reliant les syntagmes les uns aux autres sur différents niveaux . Sur la figure ci-contre, la phrase anglaise « The cat sat on the mat », en français « Le chat s'assit sur le tapis », est analysée syntaxiquement. La phrase est analysée comme étant constituée par un syntagme nominal, un syntagme verbal et un groupe prépositionnel. Ce dernier est divisé en une préposition et un syntagme nominal qui, à son tour, est composé d'un article et un nom.
Les phrases peuvent être vues comme étant composées de syntagmes parce que chaque syntagme pourrait être déplacé comme un élément si des opérations syntaxiques étaient réalisées. Par exemple, « le chat » est un syntagme, et « sur le tapis » est un autre syntagme, parce qu'ils seraient traités comme des unités simples si le locuteur décidait de mettre l'accent sur l'emplacement, en plaçant le groupe prépositionnel, ce qui donnerait : « [Et] sur le tapis, le chat s'assit ». De nombreuses théories formalistes et fonctionnalistes décrivent des structures syntaxiques reposant sur différentes hypothèses, sur ce qu'est la langue, et comment elle doit être décrite. Chaque cadre théorique analyse une telle phrase de manière différente.

### Typologie et universaux
Les langues peuvent être classées en fonction de leur type grammatical. Les langues qui appartiennent à des familles différentes ont néanmoins souvent des caractéristiques communes, et ces caractéristiques ont tendance à être corrélées,. Par exemple, les langues peuvent être classées sur la base de leur ordre des mots de base, l'ordre relatif du verbe, et de ses constituants dans une phrase à l'indicatif. En français, comme en anglais, l'ordre de base est Sujet-Verbe-Objet (langue SVO) : « Le serpent (S) mord (V) l'homme (O) ». La phrase correspondante en kamilaroi, une langue aborigène d'Australie, est [d̪uyugu n̪ama d̪ayn yiːy] (« serpent homme mord ») : il s'agit d'une langue SOV. L'ordre des mots est un paramètre typologique pertinent, parce que le type d'ordre des mots de base correspond à d'autres paramètres syntaxiques, comme l'ordre relatif des noms et des adjectifs, et l'utilisation des prépositions ou postpositions. Ces corrélations sont appelées les universaux linguistiques. Par exemple, la plupart des langues SOV (mais pas toutes) ont des postpositions plutôt que les prépositions, ainsi que des adjectifs placés avant le nom,.
Toutes les langues structurent les phrases en Sujet-Verbe-Objet, mais les langues diffèrent quant à leur façon de classer les relations entre les acteurs et les actions. Le français et l'anglais utilisent la typologie syntaxique nominatif-accusatif : en anglais, les clauses transitives, sujets de phrases intransitives (en anglais « I run », en français « Je cours ») et transitives (en anglais « I love you », en français « Je vous aime ») sont traitées de la même manière, illustrée ici par le pronom nominatif « I » en anglais, et « Je » en français. Les langues ergatives, comme le kamilaroi, distinguent plutôt l'agent et le patient. Dans les langues ergatives, l'agent d'une phrase intransitive comme « Je cours », est traité de la même façon que le patient dans une phrase transitive, ce qui donnerait en français l'équivalent de « Moi cours ». L'équivalent du pronom « je » n'est utilisé que dans les phrases transitives. Ainsi, les rôles sémantiques peuvent être décrits par les relations grammaticales de différentes manières, groupant un sujet intransitif soit avec des agents (accusatif) ou les patients (type ergatif) ou même en attribuant chacun des trois rôles différemment, ce qui est appelé le type tripartite.
Les caractéristiques partagées de langues qui appartiennent au même type de classe typologique, peuvent avoir surgi de façon complètement indépendante. Leur co-occurrence pourrait être due à des lois universelles qui régissent la structure des langues naturelles, « universaux de langage », ou elles pourraient être le résultat d'évolutions convergentes proposant des solutions aux problèmes de communication récurrents que les humains doivent résoudre en utilisant les langues.

## Utilisation dans les contextes sociaux

Sur le Mur des je t'aime du quartier de Montmartre à Paris, la phrase « Je t'aime » est écrite en 311 langues.

Alors que les humains ont la capacité d'apprendre n'importe quelle langue, ils ne le feront que s'ils grandissent dans un environnement où la langue existe et est utilisée par d'autres. L'acquisition du langage est donc dépendante des communautés de locuteurs (communautés linguistiques) dans lesquelles les enfants apprennent la langue de leurs aînés et de leurs pairs et où ils transmettent ensuite eux-mêmes leur langue à leurs enfants. Les langues sont utilisées par ceux qui les parlent pour communiquer et résoudre une multitude de tâches sociales. De nombreux aspects de l'utilisation de la langue semblent être adaptés spécifiquement à ces fins. Du fait qu'elle est transmise de génération à génération et au sein d'une communauté, la langue est en perpétuel changement ; les langues se diversifient pour donner de nouvelles langues ou convergent en raison de contact des langues. Le processus est similaire au processus de l'évolution, où le processus de descendance avec modification conduit à la formation d'un arbre phylogénétique.
Cependant, les langues diffèrent des organismes biologiques en ce qu'elles intègrent facilement des éléments provenant d'autres langues par un processus de diffusion, lorsque les locuteurs des différentes langues entrent en contact. De plus, les humains parlent souvent plus d'une langue, faisant l'acquisition de leur première(s) langue(s) dans leur enfance, et apprenant de nouvelles langues en grandissant. En raison de l'augmentation de contacts de langues dans l'ère de la mondialisation, de nombreuses langues sont en voie de disparition car leurs locuteurs passent à d'autres langues qui offrent la possibilité de participer à des communautés linguistiques plus grandes et plus influentes.

### Utilisation et signification
L'étude sémantique de la signification suppose que le sens se trouve dans une relation entre les signes et les significations qui sont fermement établies par convention sociale. Cependant, la sémantique n'étudie pas la manière dont les conventions sociales sont faites et affectent la langue. En fait, l'étude de la manière dont les mots et les signes sont utilisés met en évidence que les mots ont des significations différentes selon le contexte social dans lequel ils sont utilisés. Un important exemple de ce processus est appelé la deixis, qui décrit la façon dont certains mots font référence à des entités par le biais de leur relation entre un point spécifique dans le temps et dans l'espace lorsque le mot est prononcé. Ces mots sont, par exemple, « je » (qui désigne la personne qui parle), « maintenant » (qui désigne le moment de parler), et « ici » (qui désigne la position de parler). Les signes changent aussi de signification avec le temps, car les conventions régissant leur utilisation changent petit à petit. L'étude de la façon dont le sens des expressions linguistiques change en fonction du contexte est appelée la pragmatique. La deixis est une partie importante de la façon dont nous utilisons le langage pour indiquer des entités dans le monde. La pragmatique étudie la façon dont l'utilisation de la langue est structurée et comment ces structures contribuent à la signification. Par exemple, dans toutes les langues, des expressions linguistiques sont utilisées non seulement pour transmettre des informations, mais pour effectuer des actions. Certaines actions sont effectuées uniquement par le biais de la langue, mais ont néanmoins des effets tangibles, par exemple l'action de « nommer », qui crée un nouveau nom pour une entité, ou l'acte de « prononcer une personne mari ou femme d'une autre personne », créant un contrat social de mariage. Ces types d'actes sont appelés des actes de langage, et peuvent également être effectués par le biais de l'écriture et de la signature à la main.
La forme de l'expression linguistique, bien souvent, ne correspond pas à son sens dans le contexte social. Par exemple, si autour d'une table pendant un repas une personne demande : « Pouvez-vous atteindre le sel ? », ce n'est pas pour poser une question sur la longueur du bras du convive, mais une demande pour que la personne prenne le sel et le passe à la personne qui pose la question. Ce sens est implicite et n'est donné que par le contexte dans lequel il est prononcé. Ce type d'effet est appelé implicature conversationnelle. Ces règles sociales, par lesquelles des façons d'utiliser la langue sont considérées comme appropriées dans certaines situations et la façon dont les énoncés sont compris en fonction de leur contexte varie entre les communautés. Leur apprentissage est une grande partie de l'acquisition de la compétence à communiquer dans une langue donnée.

### Culture

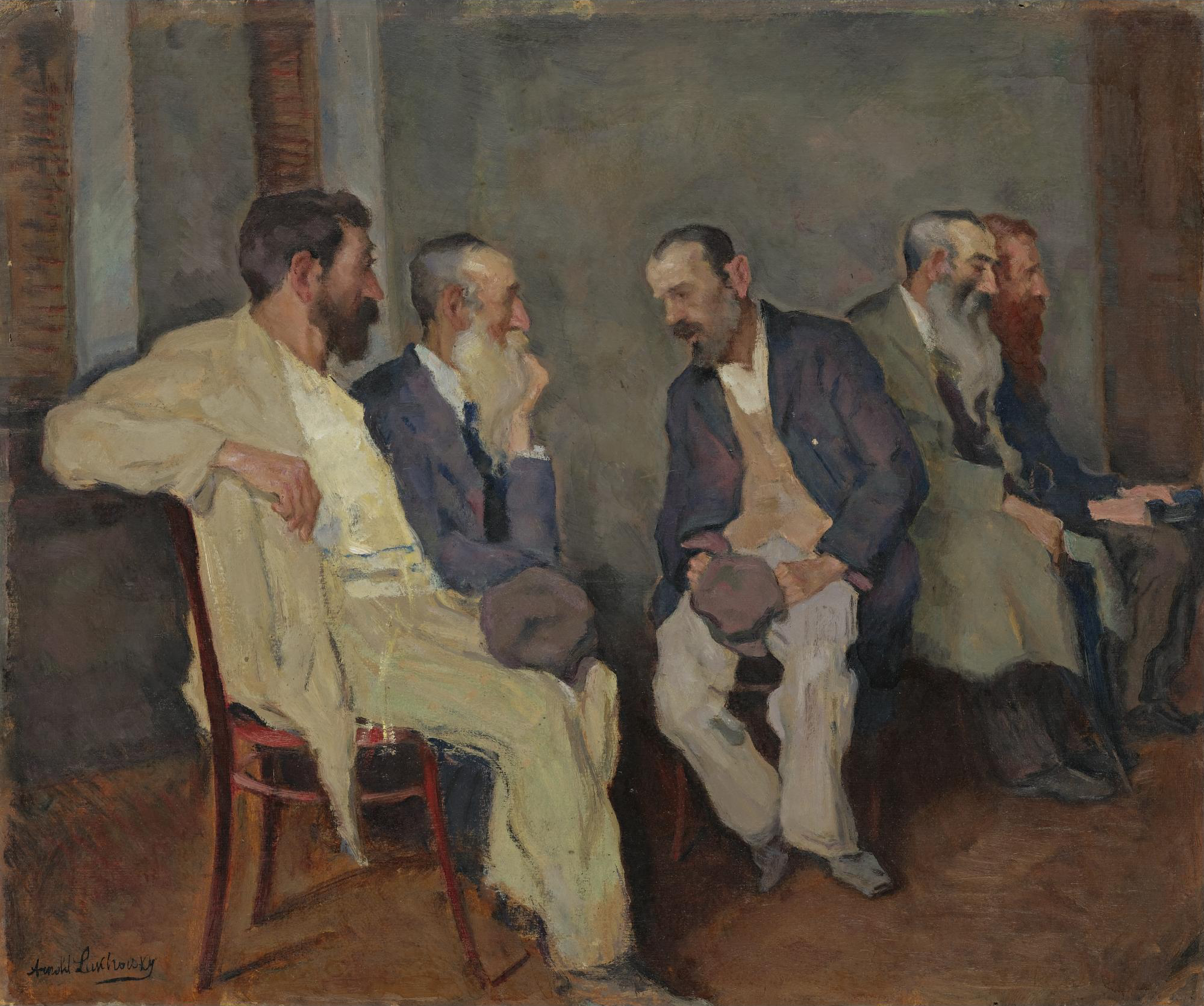
La Conversation, peinture de Arnold Lakhovsky (vers 1935).

Les langues, envisagées comme l'ensemble particulier des normes de discours d'une communauté en particulier, font également partie de la culture de la communauté qui les parle. Les humains utilisent la langue comme un moyen de signaler l'identité au sein d'un groupe culturel et pour marquer leur différence par rapport aux autres. Parmi les locuteurs d'une langue, différentes manières d'utiliser le langage et la langue existent et sont utilisées pour signaler l'affiliation à des sous-groupes, à l'intérieur d'une culture plus large. Les linguistes et les anthropologues, en particulier les sociolinguistes et anthropolinguistes, se sont spécialisés dans l'étude des différentes manières de parler et de leurs variations entre les communautés linguistiques.
Les linguistes utilisent le terme de « variété » pour désigner les différentes façons de parler une langue. Ce terme inclut des dialectes définis géographiquement ou socioculturellement, ainsi que le jargon ou les styles et registres de sous-cultures. Les anthropolinguistes et les sociolinguistes définissent le style communicatif comme la manière dont le langage est utilisé et compris au sein d'une culture particulière.
Parce que les normes pour l'utilisation de la langue sont partagées par les membres d'un groupe spécifique, le style communicatif devient aussi un moyen d'afficher, de construire ou de renforcer l'identité du groupe. Des différences linguistiques peuvent devenir marqueurs de divisions entre les groupes sociaux. Par exemple, parler une langue avec un accent particulier peut signifier l'appartenance à une minorité ethnique, à une classe sociale, à une région d'origine, ou un statut d'utilisateur de la langue comme langue seconde. Toutes ces différences ne font pas partie du système linguistique, mais jouent un rôle important dans la façon dont les humains utilisent la langue comme outil social dans la construction de groupes.
Toutefois, de nombreuses langues ont également des conventions grammaticales pour signaler la position sociale du locuteur grâce à l'utilisation de registres qui sont liés à des hiérarchies ou divisions sociales. Dans de nombreuses langues, des différences stylistiques, voire grammaticales, marquent les différences entre hommes et femmes, entre groupes d'âge ou entre classes sociales, tout comme certaines langues emploient des mots différents en fonction de qui écoute. Par exemple, dans la langue australienne dyirbal, un homme marié doit utiliser un ensemble particulier de mots pour désigner des éléments du quotidien lorsqu'il parle en présence de la mère de sa femme. Certaines cultures ont élaboré des systèmes de « deixis sociale », ou des systèmes pour signaler la distance sociale par des moyens linguistiques. En français, la deixis sociale est représentée par la distinction entre appeler une personne par le prénom ou le nom de famille, le « tu » et le « vous », et dans des titres tels que « Mme », « Mlle », « garçon », « docteur » ou « Votre Honneur » (cf. Registres de langue en français). Mais dans d'autres langues, de tels systèmes peuvent être très complexes et codifiés dans l'ensemble de la grammaire et du vocabulaire de la langue. Par exemple, dans les langues d'Asie de l'Est comme le thaï, le birman et le javanais, des mots différents sont utilisés selon que le locuteur s'adresse à une personne de rang plus élevé ou de rang inférieur, en référence à un système de classement où les animaux et les enfants ont les rangs les plus bas, et les dieux et les membres de la royauté les rangs les plus élevés.

## Changement

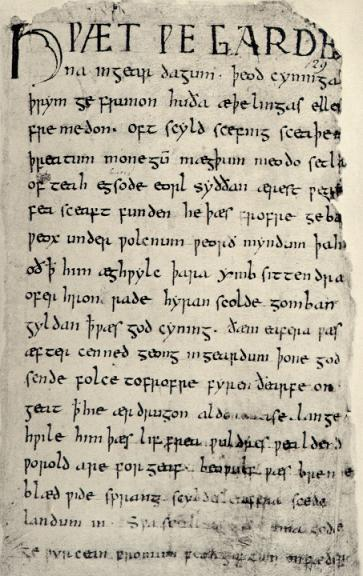
La première page du poème Beowulf, écrit en vieil anglais au début de la période médiévale.

Toutes les langues se modifient à mesure que les locuteurs adoptent ou inventent de nouvelles façons de parler et les transmettent à d'autres membres de leur communauté linguistique. Le changement de la langue touche tous les niveaux, de la phonologie au vocabulaire, morphologie, syntaxe et discours. Les changements de langue sont souvent initialement évalués négativement par les locuteurs de la langue qui considèrent souvent que ces changements sont une dégénérescence ou un signe de glissement des normes d'usage de la langue. Il est cependant naturel et inévitable,.
Les changements peuvent affecter des sons spécifiques ou l'ensemble du système phonologique. Le changement phonétique peut consister en la substitution d'un son ou d'un trait phonétique de la parole à un autre. Il peut consister en une perte complète d'un son ou en l'introduction d'un nouveau son là où il n'y en avait pas auparavant. Certaines modifications de son sont conditionnées : elles ne se produisent que dans le voisinage de certains autres sons. Généralement, le changement de son est supposé régulier, c'est-à-dire qu'il s'applique mécaniquement à chaque fois que les conditions structurelles sont remplies, indépendamment de tout facteur non-phonologique. Cependant, les modifications de son peuvent parfois être sporadiques, affectant seulement un mot ou quelques mots, sans aucune régularité apparente. Parfois, un simple changement déclenche des changements en chaîne (en) qui affectent tout le système phonologique. Par exemple, dans les langues germaniques, un changement de son connu sous le nom de la loi de Grimm a touché toutes les consonnes occlusives. La consonne d'origine, *bʰ est devenue /b/ dans les langues germaniques ; le *b est à son tour devenu un /p/, puis le *p est devenu /f/. Le même effet s'est étendu à toutes les consonnes occlusives et explique que les langues italiques telles que le latin ont p dans des mots comme pater et pisces, tandis que les langues germaniques comme l'anglais, ont father et fish.
Un autre exemple est le grand changement vocalique en anglais, qui explique le fait que l'orthographe des voyelles ne corresponde pas bien à leur prononciation. Le changement de voyelle s'est produit alors que l'orthographe était bien établie et ne s'est pas synchronisée avec la prononciation. Une autre source de changement des sons est l'érosion des mots, qui se produit lorsque les prononciations deviennent progressivement de plus en plus indistinctes et que les mots se raccourcissent, en perdant des syllabes ou des sons. Ce type de changement est illustré par exemple par le latin domina mea qui est devenu « madame » en français , et ma'am en anglais américain.
Des changements se produisent également dans la grammaire des langues sous l'effet de la grammaticalisation de certaines expressions ou encore par le fait que des tournures du discours deviennent des expressions idiomatiques. Ceci se produit souvent lorsque des mots ou des morphèmes s'érodent et que le système grammatical est réorganisé afin de compenser la perte de l'élément. Par exemple, dans certaines variétés d'espagnol des Caraïbes (es), la finale /s/ s'est érodée. Alors que l'espagnol standard (en) utilise la consonne /s/ finale comme morphème marquant la deuxième personne sur les verbes, des variétés d'espagnol des Caraïbes doivent exprimer désormais cette seconde personne en utilisant le pronom tu. Cela signifie que la phrase « Comment t'appelles-tu ? » en espagnol standard « ¿como te llamas? » [ˈkomo te ˈjamas] est devenue [ˈkomo ˈtu te ˈjama] dans l'espagnol des Caraïbes. Un simple changement de son a affecté à la fois la morphologie et la syntaxe. Autre cause fréquente de changement grammatical : la pétrification graduelle des expressions idiomatiques dans de nouvelles formes grammaticales. Par exemple, l'anglais « going to » (en français, « aller à ») a perdu son aspect de mouvement ; ainsi, dans certaines variétés d'anglais, l'expression est presque devenue un temps du futur à part entière (« I'm going to run », en français « Je vais courir »).
Les changements observés sur les langues peuvent aussi être motivés par des facteurs dits intérieurs, tels que les changements dans la prononciation motivés par le fait que certains sons soient difficiles à distinguer ou produire sur le plan phonétique, ou par le fait que des types de constructions particulièrement rares dérivent vers des types de constructions plus communs. D'autres facteurs de changement sont sociaux. Certaines prononciations deviennent emblématiques de l'appartenance à certains groupes, comme des classes sociales ou des idéologies de la langue, et sont adoptées par ceux qui souhaitent s'identifier à ces groupes ou idées. Ainsi, les questions d'identité et la politique peuvent avoir des effets profonds sur la structure de la langue.

## Acquisition

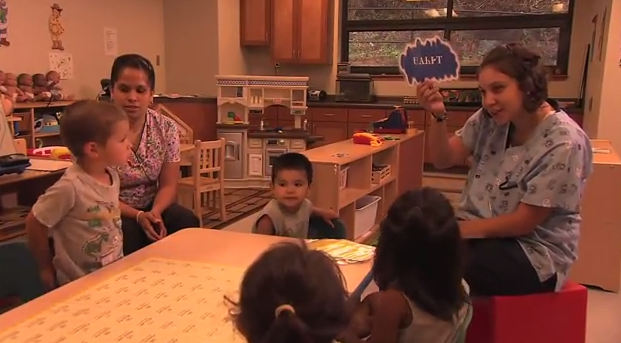
Instruction en langue cherokee dans une école maternelle américaine.

Tous les humains dont le développement biologique n'est pas pathologique apprennent à utiliser le langage. Les enfants acquièrent la langue ou les langues utilisées autour d'eux à condition qu'ils y soient suffisamment exposés. Le développement est essentiellement le même pour les enfants qui apprennent les langues des signes et ceux qui apprennent les langues orales. Ce processus d'apprentissage est désigné comme l'acquisition de la première langue, car contrairement à de nombreux autres types d'apprentissage, il ne nécessite pas d'enseignement direct ou d'étude spécialisée. Dans La Filiation de l'homme, le naturaliste Charles Darwin décrit ce processus comme « une tendance instinctive à acquérir un art » (an instinctive tendency to acquire an art).
Dans les années 1950, les processus neuropsychologique sous-jacents à l'apprentissage du langage chez l'humain suscitent un débat sur l'inné et l'acquis.
- Le linguiste Noam Chomsky défend l'hypothèse de facteurs innés, universels chez les humaine, tandis que
- le psychologue Burrhus Frederick Skinner soutient que les enfants apprennent à parler par un renforcement opérant, résultant d'un apprentissage social. Dans les décennies qui suivent, les spécialistes s'accordent sur le fait que des facteurs innés et environnementaux interagissent dans l'acquisition du langage[174].

À partir des années 1950, les anthropologues et linguistes montrent que dans toutes les langues, les humains utilisent avec le nourrisson un « registre » verbal et de signes non-verbaux très inhabituel. Ce « langage bébé » est caractérisé par une phonologie limitant les groupes de consonnes complexes,
, et insistant sur les voyelles ; une accoustique et une grammaire simplifiées, des éléments lexicaux moins nombreux et plus simples, une hauteur de voix placée près d'une octave plus haut, et des contours mélodiques et d’intonation inhabituels, en particulier de a part des mères, des pères, de la fratrie et des proches, dans les langues parlées comme dans les langues des signes,,. Puis on mettra en évidence un « discours dirigé par le nourrisson » (autrefois dit en anglais « motherese » puis  finalement « parentese » car utilisé par les deux sexes), avec une acoustique unique. « Des études de laboratoire ultérieures ont confirmé que l’utilisation de la parentèse facilite des aspects spécifiques de l’apprentissage et du traitement du langage des nourrissons,,,,,, et des études récentes utilisant des enregistrements naturels dans les foyers des enfants ont établi un lien entre l’exposition à la parentèse, en particulier dans des situations individuelles, et de meilleurs résultats linguistiques chez l’enfant,, ». 
Le langage bébé permet un "coaching parental et des interactions avec le bébé qui améliorent ses tournures verbales et font progresser sa compétence langagière. Certains auteurs ont estimé qu'abuser de ce langage bébé pourrait empêcher ce denier d'apprendre à reconnaitre et comprendre certains aspects du langage des adultes. Il existe d'ailleurs aussi un « discours dirigé par l’adulte » peut aussi jouer un rôle.

### Acquisition de la première langue
Cette langue dite native  (ou langue maternelle) est acquise par un processus relativement constant, avec des variations et parfois des régressions, liées à l'âge et au vécu de l'enfant, avec des étapes et durée variables, chez les nourrissons, puis le jeunes enfants. Dès la naissance, le nouveau-né répond plus vite à la parole qu'à un autre type de son. Vers un mois, le nourrisson distingue différents sons de la parole. Vers six mois, il commence à babiller, produisant des sons de la parole (ou des formes de main dans le contexte de langues des signes) des langues utilisées autour d'eux. Les mots apparaissent vers l'âge de 12 à 18 mois (son vocabulaire moyen est d'environ 50 mots). Les premiers énoncés sont des holophrases (en) (énoncés utilisent un mot unique pour communiquer une idée). Quelques mois après les premiers mots, l'enfant produit des énoncés de deux mots. Et quelques mois après, il utilise un style télégraphique ou reproduit les phrases grammaticalement simples, et une régularité syntaxique apparaît. Entre trois et cinq ans, sa capacité de parler (ou de « signer ») ressemble à celle d'un adulte,.

### Apprentissage de langues secondes et d'autres langues
Il peut se faire à tout âge ; par l'exposition dans la vie quotidienne ou par un enseignement explicite.
Les jeunes enfants qui apprennent une seconde langue ont plus de chances que les enfants plus âgés, ou les adultes, d'atteindre un niveau linguistique égal ou proche de celui atteint par les personnes qui ont appris cette langue comme première langue, alors que - à de très rares exceptions - les enfants âgés ou les adultes apprenant une langue seconde n'atteignent pas le niveau d'un locuteur natif. L'étude de l'apprentissage d'une langue seconde permet d'explorer la question de la période sensible du développement du langage, un phénomène qui n'est pas entièrement élucidé en 2013.

### Cas particuliers
- Pour les parents ou soignants sourds ou sourds-muets et utilisent la langue des signes américaine (ASL), la voix est remplacée par l'expression faciale, qui prend alors une importance cruciale en signalent des informations affectives et communicatives, mais aussi avec des comportements faciaux spécifiques qui sont aussi l'équivalent de marqueurs grammaticaux obligatoires. « Cette multifonctionnalité de l’expression faciale présente un dilemme pour les parents sourds qui signent à leurs tout-petits, car ces deux systèmes sont potentiellement en concurrence pour l’expression sur le visage »[195] ; ce processus est permis par la grande plasticité corticale des aires du langage à cette période du développement[196]. 
Il a été montré que la langue des signes, favorise la « catégorisation des objets » chez les jeunes enfants qui entendant normalement[197].
- certains enfants autistes peuvent rester "non verbaux" durant des années (et alors donner l'impression qu'ils n'ont rien acquis du langage parlé) puis néanmoins se mettre subitement à parler, montrant une compétence normale pour le langage à leur âge. D'autres restent non-verbaux toute leur vie. Une absence apparente d’attention au « langage bébé » et à la gestuelle de communication non verbale de la parole de la mère est l'un des marqueurs précoce du trouble du spectre autistique[198].

## Systèmes d'écriture

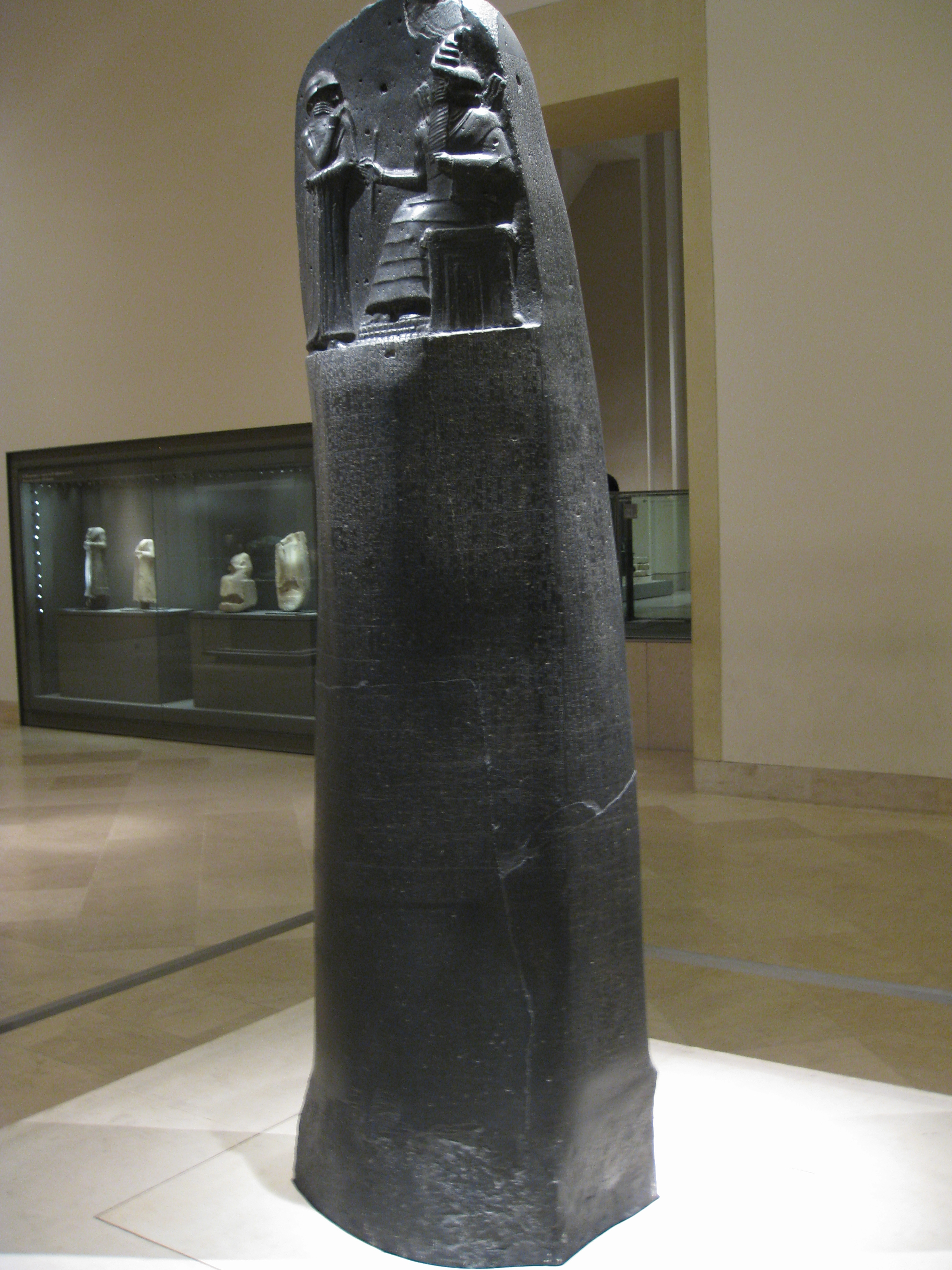
Code de Hammurabi, 1750 av. J.-C. (musée du Louvre, Paris).

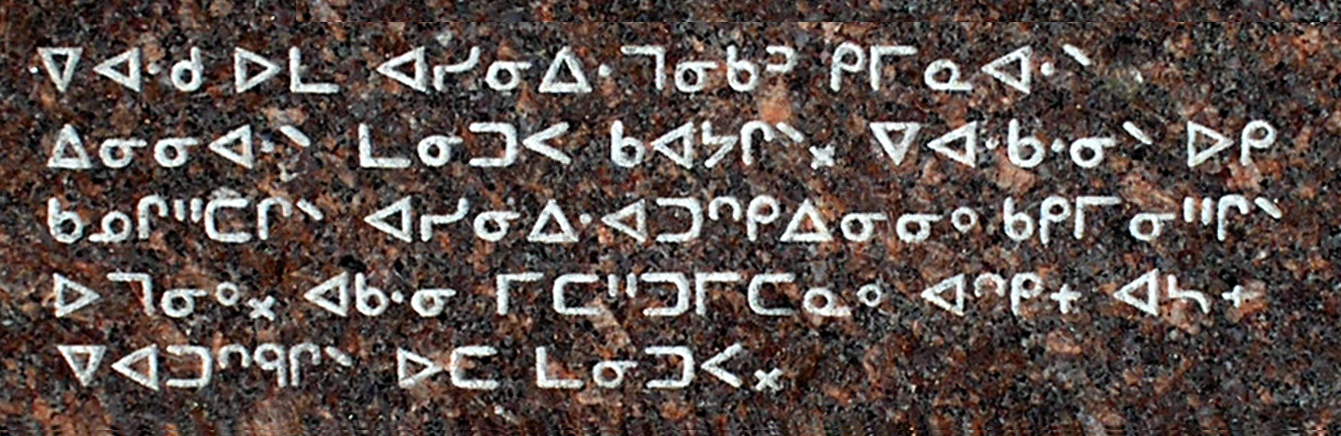
Une inscription en Swampy Cree utilisant des caractères syllabiques.

Tout au long de l'histoire humaine, de nombreuses façons différentes de représenter la langue sur des médias graphiques ont été inventées. Ces systèmes sont appelés des systèmes d'écriture. L'utilisation de l'écriture a rendu la langue encore plus utile à l'humanité. Elle permet de stocker de grandes quantités d'informations en dehors du corps humain et de les récupérer à nouveau. L'écriture permet la communication à distance, qui ne serait pas possible par d'autres moyens. De nombreuses langues emploient conventionnellement différents genres, styles et registres pour la langue écrite ou parlée, et, dans certaines communautés, l'écriture utilise une langue totalement différente de la langue parlée. L'écriture a aussi des effets sur le développement cognitif de l'humain, peut-être parce que l'alphabétisation nécessite une éducation formelle et explicite.
L'invention du premier système d'écriture est à peu près contemporaine du début de l'âge du bronze, à la fin du IVe millénaire av. J.-C. L'écriture cunéiforme du sumérien, datée entre 3400 et 3300 av. J.-C. (période d'Uruk,) et les hiéroglyphes égyptiens, attestés aux environs de 3100 av. J.-C. (période thinite), tous deux issus de systèmes de symboles proto-alphabétiques, sont généralement considérés comme les premiers systèmes d'écriture. Les premiers textes cohérents écrits dans ces deux systèmes datent d'environ 2600 av. J.-C.. Si l'écriture sumérienne est généralement considérée comme une invention indépendante,, les hiéroglyphes égyptiens pourraient s'être développés sous l'influence du cunéiforme, par diffusion culturelle,,. Un débat similaire existe pour l'écriture chinoise, qui s'est développée pendant la dynastie Shang, au XIIIe siècle av. J.-C.,. Il est généralement admis que les systèmes d'écriture mésoaméricain de la civilisation précolombienne — y compris, entre autres l'écriture aztèque, l'olmèque et l'écriture maya —, et dont les plus anciennes traces sont datées aux environs de 500 ans av. J.-C. (culture zapothèque), ont des origines indépendantes,,,.

## Pathologie

### Adultes
De nombreuses pathologies peuvent affecter, temporairement ou de manière chronique, la production et compréhension du langage, par exemple, la maladie d'Alzheimer. Certains troubles touchent spécifiquement la production ou compréhension de langage, sans que les autres fonctions cognitives ne semblent touchées. La compréhension et la production du langage, de la parole ou des signes (pour la langue des signes) reposent sur le fonctionnement adéquat des appareils de réception de la parole, de production de la parole, ainsi que du système nerveux, central et périphérique. Des troubles de ces appareils physiologiques peuvent être à l'origine de dysfonctionnements portant spécifiquement sur la compréhension ou production du langage, qui est affecté de façon partielle ou totale, selon une intensité variable.
Les troubles du langage limités au système nerveux central sont nommés aphasies. Ils sont étudiés par la discipline de l'aphasiologie. Les troubles aphasiques regroupent plusieurs types de troubles :
- de l'expression orale (aphasie, débit altéré, anomie du langage, transformations de mots, notamment) ;
- de l'expression écrite (agraphie, dyssyntaxie, agrammatisme, etc.) ;
- de la compréhension orale (par exemple, la surdité verbale) ;
- de la compréhension écrite (par exemple, l'alexie)[210].

Les troubles qui ont pour origine des dysfonctionnements du système nerveux périphérique d'émission ou de réception sont appelés troubles de la parole.

### Enfants
Chez les enfants, les troubles des apprentissages s'accompagnent souvent de difficultés langagières qui varient dans leur sévérité. Les deux classifications internationales des maladies, le DSM et le CIM, reconnaissent comme une catégorie spécifique le fait que certains enfants rencontrent de grandes difficultés à apprendre le langage parlé en dehors d'autres problèmes tels que sensoriels, intellectuels ou psychiatriques. Les classifications du DSM et du CIM ne sont pas identiques et leurs appellations des troubles diffèrent, mais elles sont proches. Selon le CIM (version 2008), ces troubles spécifiques du développement de la parole et du langage regroupent : le trouble spécifique de l'acquisition de l'articulation ; le trouble de l'acquisition du langage de type expressif ; le trouble de l'acquisition du langage de type réceptif ; l'aphasie acquise avec épilepsie ; et d'autres troubles du développement de la parole et du langage non spécifiés. Ils sont accompagnés de difficulté de scolarisation et difficultés dans l'apprentissage de la lecture et de l'écriture. Ils peuvent aussi s'accompagner de troubles émotionnels et du comportement.
D'autres pathologies s'accompagnent de troubles du langage ou de l'articulation. La paralysie cérébrale (ou infirmité motrice cérébrale, IMC) s'accompagne de troubles moteurs et parfois de troubles intellectuels qui altèrent l'acquisition du langage et parfois rendent le langage parlé impossible. Dans les cas les plus bénins, l'enfant peut parler normalement. Cependant, environ 70 % des enfants à IMC souffrent de troubles de l'articulation : anarthrie lorsqu'il ne peuvent pas parler du tout, ou dysarthrie lorsqu'ils ont des difficultés à parler. Leur perception du langage oral n'est pas altérée.
La surdité moyenne et profonde altère l'acquisition du langage oral, sa production tout comme sa compréhension, ainsi que l'acquisition de la lecture et de l'orthographe. Ces enfants sourds peuvent bénéficier de l'apprentissage de la langue des signes de leur pays pour communiquer et développer ainsi leurs compétences sociales, émotionnelles et cognitives. La langue des signes s'accompagne d'un alphabet manuel, ou dactylologie, utilisée pour les mots qui n'ont pas d'équivalent signé, comme les mots scientifiques ou les noms propres.
Des pathologies affectant le développement intellectuel général s'accompagnent de difficultés des apprentissages, dont des difficultés à apprendre le langage. Il ne s'agit pas de troubles du langage proprement dits, mais de tableaux cliniques où tous les apprentissages sont affectés. C'est le cas par exemple dans la trisomie 21, le syndrome du X fragile, le syndrome de Lesch-Nyhan, la sclérose tubéreuse, la phénylcétonurie, la maladie de Tay-Sachs, ainsi que de centaines d'autres syndromes, dont certains n'affectent qu'un nombre réduit d'enfants.

### Rééducation
La rééducation des troubles du langage et de la parole relève de la discipline paramédicale de l'orthophonie, également appelée logopédie en Belgique et en Suisse.